# ドイツ海軍艦艇一覧
ドイツ海軍艦艇一覧は、ドイツ帝国、ナチス・ドイツ、ドイツ連邦共和国（西ドイツ時代も含む）並びにドイツ民主共和国海軍が過去保有した、または現在保有する、または将来保有する予定の、未完成・計画中止を含めた歴代艦艇一覧である。

## 現有勢力（2024年現在）
- 国防予算:534億ドル[1]
- 海軍人員:1万6,400名[1]
- 艦船隻数:57隻（排水量20t以上）[1]

潜水艦数:6
フリゲート数:11
コルベット数:5
揚陸艇数:1
掃海艇数:8
水中作業母艇数:2
試験艦数:2
調査艦数:1
情報収集艦数:3
練習艦艇数:3
補給艦数:3
給油艦数:2
母艦:6
航洋曳船/救難艦数:4
- 航空機数：54機[1]

艦載ヘリコプター数:48
陸上固定翼機数:6
- コーストガード：船艇15隻、各種航空機[1][注釈 1]

## 艦艇一覧（近代海軍以前）

### キャラック船
- イーザス・フォン・リューベック（ドイツ語版）(Jesus von Lübeck) - リューベック所有
- ペーター・フォン・ダンツィヒ（ドイツ語版）(Peter von Danzig) -  ダンツィヒ所有

### ガレオン船
- アドラー・フォン・リューベック (Adler von Lübeck) - リューベック所有
- ロター・レーヴェ（ドイツ語版） (Roter Lowe) - ブランデンブルク＝プロイセン所有

### 戦列艦
- レオポルドゥス・プリムス (Leopoldus Primus) - 3等艦、ハンブルク所有
- ヴァーペン・フォン・ハンブルク (Wappen von Hambourg) - 3等艦、ハンブルク所有

### フリゲート
すべてプロイセン王国（ブランデンブルク＝プロイセン）所有
- クーフュルスト・フォン・ブランデンブルク（ドイツ語版） (Churfürst von Brandenburg) - 1657年
- ベルリン（ドイツ語版） (Berlin) - 1675年
- フリードリヒ・ヴィルヘルム（ドイツ語版） (Friedrich Wilhelm) - 1679年
- フリードリヒ・ヴィルヘルム・ツー・プフェアト（ドイツ語版）(Friedrich Wilhelm zu Pferde) - 1681年
- ゲフィオン（英語版）(SMS Gefion) - 1843年
- ニオベ（ドイツ語版）(SMS Niobe) - 1862年、イギリス海軍より購入
- セティス（英語版、ドイツ語版）(SMS Thetis) - 1855年、イギリス海軍より購入

### スクーナー
- シュトラールズント（ドイツ語版）(Frauenlob) - 1816年
- ヘラ級（ドイツ語版）- 2隻
  - ヘラ（ドイツ語版）(Hela) - 1854年
  - フラウエンロープ（ドイツ語版）(Frauenlob) - 1856年

### その他
コルベット
- アマゾーネ(SMS Amazone) - 1843年

クリッパー
- エルベ(SMS Elbe) - 1859年購入

蒸気航走艦
- バルバロッサ (SMS Barbarossa) - 1849年購入。元英国オーシャン・ライナー「ブリタニア」。
- ダンツィヒ (SMS Danzig) - 1855年進水。のちに江戸幕府軍艦「回天丸」。

フリュート
- デアフリンガー (Derfflinger) - 1681年

練習船
- メルクール(SMS Mercur) - 1850年購入
- ムスキート(SMS Musquito) - 1862年購入
- ローバー(SMS Rover) - 1863年購入
- ウンディーネ(SMS Rover) - 1869年進水
- レナウン(SMS Renown) - 1870年購入。元イギリス海軍2等戦列艦「レナウン」(HMS Renown)

## 艦艇一覧（近代海軍）

### 主力艦

#### 装甲艦
- アルミニウス（英語版）(SMS Arminius)
- プリンツ・アーダルベルト（英語版）(SMS Prinz Adalbrrt)
- フリードリヒ・カール（英語版）(SMS Friedrich Carl)
- クローンプリンツ（ドイツ語版）(SMS Kronprinz)
- ケーニヒ・ヴィルヘルム (SMS König Wilhelm)
- ハンザ（英語版）(SMS Hansa)
- プロイセン級（英語版） - 3隻
  - プロイセン（英語版）(SMS Preußen)
  - フリードリヒ・デア・グローセ（英語版）(SMS Friedrich der Große)
  - グローサー・クルフュルスト（英語版）(SMS Großer Kurfürst)
- カイザー級（英語版） - 2隻
  - カイザー（ドイツ語版）(SMS Kaiser)
  - ドイチュラント（ドイツ語版）(SMS Deutschland)
- ザクセン級 - 4隻
  - ザクセン（英語版）(SMS Sachsen)
  - バイエルン（英語版）(SMS Bayerun)
  - ヴュルテンベルク（英語版）(SMS Württemberg)
  - バーデン（英語版）(SMS Baden)
- オルデンブルク（英語版）(SMS Oldenburg)

海防戦艦
- ジークフリート級（ドイツ語版） - 6隻
  - ジークフリート（英語版）(SMS Siegfried)
  - ベイオウルフ（英語版）(SMS Beowulf)
  - フリットヨフ（英語版）(SMS Frithjof)
  - ヘイムダル（英語版）(SMS Heimdall)
  - ヒルデブラント（ドイツ語版、英語版）(SMS Hildebrand)
  - ハーゲン (SMS Hagen)

- オーディン級（英語版） - 2隻
  - オーディン（英語版）(SMS Odin)
  - エーギル（英語版）(SMS Ägir)

#### 戦艦
前弩級戦艦
- ブランデンブルク級 - 4隻

ブランデンブルク (Brandenburg)、クルフュルスト・フリードリヒ・ヴィルヘルム (Kurfürst Friedrich Wilhelm)、ヴァイセンブルク (Weißenburg)、ヴェルト (Wörth)
- カイザー・フリードリヒ3世級 - 5隻

カイザー・フリードリヒ3世 (Kaiser Friedrich III)、カイザー・ヴィルヘルム2世 (Kaiser Wilhelm II)、カイザー・ヴィルヘルム・デア・グローセ (Kaiser Wilhelm der Große)、カイザー・カール・デア・グローセ (Kaiser Karl der Große)、カイザー・バルバロッサ (Kaiser Barbarossa)
- ヴィッテルスバッハ級 - 5隻　ヴィッテルスバッハ (Wittelsbach)、ヴェッティン (Wettin)、ツェーリンゲン (Zähringen)、シュヴァーベン (Schwaben)、メクレンブルク (Mecklenburg)

- ブラウンシュヴァイク級 - 4隻(他、建造された1隻は砕氷艦に種別変更され第二次世界大戦に用いられた)

ブラウンシュヴァイク (Braunschweig)、エルザス (Elsass)、プロイセン (Preußen)、ロートリンゲン (Lothringen)
- ドイッチュラント級 - 2隻(他、建造された3隻はそれぞれ標的艦、砕氷艦、練習艦に種別変更され第二次世界大戦に用いられた)

ドイッチュラント (Deutschland)、ポンメルン(Pommern)
弩級戦艦
- ナッサウ級 - 4隻

ナッサウ (Nassau)、ヴェストファーレン (Westfalen)、ラインラント (Rheinland)、ポーゼン (Posen)
- ヘルゴラント級 - 4隻

ヘルゴラント (Helgoland)、オストフリースラント (Ostfriesland)、テューリンゲン (Thüringen)、オルデンブルク (Oldenburg)
- カイザー級 - 5隻

カイザー (Kaiser)、フリードリヒ・デア・グローセ (Friedrich der Große)、カイザリン (Kaiserin)、プリンツレゲント・ルイトポルト (Prinzregent Luitpold)、ケーニヒ・アルベルト (König Albert)
- ケーニヒ級 - 4隻

ケーニヒ (König)、グローサー・クルフュルスト (Großer Kurfürst)、マルクグラーフ (Markgraf)、クローンプリンツ・ヴィルヘルム (Kronprinz Wilhelm) ※ 元は『クローンプリンツ(Kronprinz)』
超弩級戦艦
- バイエルン級 - 2隻（2隻建造中止）

バイエルン (Bayern)、バーデン (Baden)
※ 建造中止： ザクセン (Sachsen)、ヴュルテンベルク (Württemberg)
- - ティルピッツ (Tirpitz)、建造中止。旧ギリシャ『サラミス』 (Salamis)、後に『ヴァシレウス・ゲオルギオス (Vasilevs Georgios)』

新戦艦
- シャルンホルスト級 - 2隻[2]

シャルンホルスト（Scharnhorst）、グナイゼナウ（Gneisenau）
- ビスマルク級 - 2隻[3]

ビスマルク（Bismarck）、ティルピッツ（Tirpitz）
- H級 (H39) - 6隻未成（2隻建造中止、4隻計画中止）

※ 建造中止： H、J　　　※ 計画中止： K、L、M、N
- - H級 (H41) - 4隻未成（構想のみ）
  - H級 (H42) - 2隻未成（構想のみ）
  - H級 (H43) - 2隻未成（構想のみ）
  - H級 (H44) - 2隻未成（構想のみ）
  - H級 (H45) - 2隻未成（構想のみ）

巡洋戦艦
- 21,000トン級 - 1隻:フォン・デア・タン (Von der Tann)
- モルトケ級 - 1隻:モルトケ (Moltke)、他に建造された1隻はトルコに譲渡
- 28,000トン級 - 1隻:ザイドリッツ (Seydritz)
- デアフリンガー級 - 3隻

デアフリンガー (Derflinger)、リュッツォウ (Lützow)、ヒンデンブルク (Hindenburg)
- マッケンゼン級 - 4隻未成（建造中止）

※ 建造中止： マッケンゼン (Mackensen)、グラーフ・シュペー (Graf Spee)、プリンツ・アイテル・フリードリヒ (Prinz Eitel Friedrich)、フュルスト・ビスマルク (Fürst Bismarck)
- ヨルク代艦級 - 3隻未成（1隻建造中止、2隻計画中止）

※ 建造中止： ヨルク代艦 (Ersatz Yorck)　　※ 計画中止： グナイゼナウ代艦 (Ersatz Gneisenau)、シャルンホルスト代艦 (Ersatz Scharnhorst)
- O級 - 3隻未成（計画中止）

※ 建造中止：O、P、Q
装甲艦（ポケット戦艦）
- ドイッチュラント級 - 3隻[注釈 2]（後に、重巡洋艦に艦種変更）

ドイッチュランド（Deutschland）、アドミラル・シェーア（Admiral Scheer）、アドミラル・グラーフ・シュペー（Admiral Graf Spee）
- D級 - 2隻種別変更

※ 種別変更： D→戦艦へ、E→戦艦へ
- P級 - 12隻未成（12隻→8隻計画中止）

P1、P2、P3、P4、P5、P6、P7、P8、P9、P10、P11、P12
モニター艦
- 210トン級河用モニター艦 - ベチェラレン

#### 航空母艦
正規空母
- I （計画中止） ※ 元・客船『アウゾーニア』 (Ausonia)
- グラーフ・ツェッペリン級 - 0隻（2隻建造中止、2隻計画中止）

※ 建造中止：::: グラーフ・ツェッペリン（Graf Zeppelin）、B（予定艦名 ペーター・シュトラッサー (Peter Strasser)）
※ 計画中止：::: C、D
- I （計画中止） ※ 元・客船『オイローパ』 (Europa)

軽空母
- ヤーデ級 - 0隻（2隻計画中止）

ヤーデ (Jade) ※ 元・客船『グナイゼナウ (Gneisenau)』、エルベ (Elbe) ※ 元・客船『ポツダム (Potsdam)』
- ザイドリッツ（Seydlitz）[6]（建造中の『アドミラル・ヒッパー』級、ヴェーザー-1(Weser-1)改設計計画。建造中止[6]）
- II (カール・フォン・シェーンベルク　Karl von Schönberg)（計画中止） ※（建造中の旧・フランスド・グラース級軽巡洋艦『ド・グラース』(De Grasse)改設計計画。建造中止）

#### 水上機母艦
- アンスヴァルト（Answald）(第一次世界大戦に投入後、退役)
- オスヴァルト（Oswald）(第一次世界大戦に投入後、日本へ売却)
- グリンドゥール（Glyndwr）(第一次世界大戦に投入後、ギリシャへ売却し貨物船になった)
- アデリーン・フーゴ・シュテネス3（Adeline Hugo Stinnes 3）(第一次世界大戦に投入後に参加後、フィンランドに売却)
- シュトゥットガルト（Stuttgart）(元、ケーニヒスベルク級。第一次世界大戦に投入後に廃艦)
- KⅤ級 - 4隻(第二次世界大戦に初投入):カール・マイヤー（Karl Meyer）、マックス・スティンスキー（Max Stinsky）、インメルマン（Immelmann）、ベールケ（Boelcke）
- KⅥ級 - 2隻(3隻未成・第二次世界大戦に初投入):ハンス・アルブレヒト・ヴェーデル（Hans Albrecht Wedel）、リヒトホーフェン（Richthofen）、ヘルマン・コール（Hermann Kohl・未成）、グスタフ・ユリウス・マーカー(Gustav Julius Maerker・未成)、エルンスト・ゲーテ(Ernst Gaede・未成)

カタパルト艦（Katapultschiff）
- 10,000トン級カタパルト艦 - ヴェストファーレン（Westfalen）(第一次、第二次の大戦にそれぞれ投入)
- 8,500トン級カタパルト艦 - シュヴァーベンラント（Schwabenland）(第二次世界大戦で初投入)
- 5,400トン級カタパルト艦 - フリーセンラント（Friesenland）(第二次世界大戦で初投入)
- 1,200トン級カタパルト艦 - オストマルク（Ostmark）(第二次世界大戦で初投入)
- 1,000トン級カタパルト艦 - SP11シュペルバー（Sperber） (第二次世界大戦で初投入)
- ブッサルド級カタパルト艦 - 2隻:SP21ブッサルド（Bussard）、SP22ファルケ（Falke）

#### 航空管制艦
航空管制艦（de:Flugsicherungsschiff）とは、主に水上機を輸送・射出することを目的にした艦船であり水上機母艦と大差ない。第二次世界大戦の各戦線に投入された。
- 1,700トン級航空管制艦 - O(構想のみ)
- 1,500トン級航空管制艦 - M(構想のみ)
- 1,500トン級航空管制艦 - N(構想のみ)
- 1,100トン級航空管制艦 - ハンス・ロルショーヴェン（Hans Rolshoven）
- 890トン級航空管制艦 - グライフ（Greif）
- 960トン級航空管制艦 - ベルンハルト・フォン・チルシュキー（Bernard Von Tschirschky）
- 550トン級航空管制艦 - オブラ
- 520トン級航空管制艦 - クラニッチ
- 510トン級航空管制艦 - ハンバー
- 370トン級航空管制艦 - グンター・プリュショフ、ヴァール10、ヴァール11
- 350トン級航空管制艦 - フェニックス
- 230トン級航空管制艦 - BP41、BP42、BP43、BP44、BP45、BP46、BP47、BP48
- 220トン級航空管制艦 - BP33
- 210トン級航空管制艦 - VL190
- 200トン級航空管制艦 - VL39、
- 190トン級航空管制艦 - クリスシャン（Krischan）
- 170トン級航空管制艦 -BP31、BP32、BP34、BP35、BP36、BP37、AE56、AE57オリオン、AE87ブランデンブルク、AE99プリンスホンブルグ、VL208フリーダ
- 130トン級航空管制艦 - BP51、BP52、B53
- 120トン級航空管制艦 - AE92ウルスラ、AE97ビクトリア
- 100トン級航空管制艦 - BP11、BP12、BP21、マルタベック
- 50トン級航空管制艦 - マヨエ、ニンフェ

#### 潜水母艦
- ヴィルヘルム・バウアー級 - 8隻(4隻中止・1隻未成):ヴィルヘルム・バウアー(Wilhelm Bauer)、ヴァルダマー・コファメル(Waldemar Kophamel)、オットー・ブンシュ（Otto Wünsche）、ヴァルノウ(未成)、せーガル(未成)、ヘルゴラント(未成)、ルーアオルト(未成)、アルミニウス(未成)
- 6,080トン級潜水母艦 - アーウィン・ヴァスナー
- 5000トン級潜水母艦 - ヴァイヒセル、ヴィスワ
- 4000トン級潜水母艦 - ドナウ
- 3000トン級潜水母艦 - イザール、ナイセ
- 2000トン級潜水母艦 - ザール(Saar)、アンマーラント、レッヒ、メッシーナ
- 1,900トン級潜水母艦 - ニカイア
- 700トン級潜水母艦 - ヴァルノウ
- 590トン級潜水母艦 - セギー、アケロン　※元、掃海艇

戦後に建造
ラーン
レッヒ
メイン

### 水上戦闘艦

#### 巡洋艦
草創期の巡洋艦
- アルコナ級 - 5隻 ※ 独呼称：フリゲイト

アルコナ (Arcona)、ガツェレ (Gazelle)、ウィネタ (Vineta)、ヘルタ (Hertha)、エリーザベト (Elisabeth)
- ニンフェ級 - 2隻 ※ 独呼称：コルベット

ニンフェ (Nymphe)、メドゥーザ (Medusa)
- アウグスタ級 - 2隻 ※ 独呼称：コルベット

アウグスタ (Augusta)、ヴィクトリア (Victoria)
- アリアドネ級 - 3隻（1隻設計変更） ※ 独呼称：コルベット

アリアドネ (Ariadne)、ルイーゼ (Luise)、フライア (Freya)
※ 設計変更： トゥスネルダ (Thusnelda) →ライプツィヒ級へ
- ライプツィヒ級 - 2隻 ※ 独呼称：コルベット

ライプツィヒ (Leipzig) ※ 元・『トゥスネルダ (Thusnelda)』、プリンツ・アダルベルト (Prinz Adalbert)※元の名前はゼダン (Sedan)
- ビスマルク級 - 6隻 ※ 独呼称：コルベット

ビスマルク (Bismarck)、ブリュッヒャー (Blücher)、シュトッシュ (Stosch)、モルトケ (Moltke)、グナイゼナウ (Gneisenau)、シュタイン (Stein)
- カローラ級 - 6隻 ※ 独呼称：コルベット

カローラ (Carola)、オルガ (Olga)、マリー (Marie)、ゾフィー (Sophie)、アレクサンドリーネ (Alexandrine)、アルコナ (Arcona)
- ニクセ (Nixe) ※ 独呼称：コルベット
- シャルロッテ (Charlotte) ※ 独呼称：コルベット

- シュヴァルベ級(Schwalbe-Klasse) - 2隻 ※ 独呼称：四等巡洋艦

シュヴァルベ (Schwalbe)、シュペーバー (Sperber)
- ブッサルト級 - 6隻 ※ 独呼称：四等巡洋艦

ブッサルト (Bussard)、ファルケ (Falke)、ゼーアドラー (Seeadler)、コンドル (Condor)、コルモラン (Cormoran)、ガイアー (Geier)
防護巡洋艦
- イレーネ級 - 2隻 ※ 独呼称：二等巡洋艦

イレーネ (Irene)、プリンツェス・ヴィルヘルム (Prinzess Wilhelm)
- ゲフィオン (Gefion) ※ 独呼称：三等巡洋艦

- カイゼリン・アウグスタ (Kaiserin Augusta) ※ 独呼称：二等巡洋艦、後に大型巡洋艦 (Großer Kreuzer)

- ヴィクトリア・ルイーゼ級 - 5隻 ※ 独呼称：二等巡洋艦、後に大型巡洋艦

ヴィクトリア・ルイーゼ (Victoria Louise)、ヘルタ (Hertha)、フライア (Freya)、ウィネタ (Vineta)、ハンザ (Hansa)
- ガツェレ級 - 6隻 ※ 独呼称：小型巡洋艦 (Kleiner Kreuzer)　(他に建造された3隻は防空艦に、1隻は宿泊艦に種別変更され第二次世界大戦に用いられた)

ガツェレ (Gazelle)、ニンフェ (Nymphe)、テーティス (Thetis)、アリアドネ (Ariadne)、フラウエンロープ (Frauenlob)、ウンディーネ (Undine)
- ブレーメン級 - 5隻 ※ 独呼称：小型巡洋艦　(他に建造された2隻は宿泊艦に種別変更し第二次世界大戦に用いられた)

ブレーメン (Bremen)、リューベック (Lübeck)、ミュンヘン (München)、ライプツィヒ (Leipzig)、ダンツィヒ (Danzig)
- ケーニヒスベルク級 - 3隻(他1隻艦種変更) ※ 独呼称：小型巡洋艦

ケーニヒスベルク (Königsberg)、ニュルンベルク (Nürnberg)、シュテッティン (Stettin)
- ドレスデン級 - 2隻 ※ 独呼称：小型巡洋艦

ドレスデン (Dresden)、エムデン (Emden)
偵察巡洋艦・通報艦
- 470トン級通報艦 - ローレライ (Loreley)

- ブリッツ級 - 2隻

ブリッツ (Blitz)、プフィール (Pfiel)
- グライフ (Greif)

- ヴァハト級 - 2隻

ヴァハト (Wacht)、ヤークト (Jagd)
- メテオール級 - 2隻

メテオール (Meteor)、コメート (Comet)
- ヘラ (Hela)

- 2,500トン級通報艦 - ヘラ(2代目)

装甲巡洋艦
- フュルスト・ビスマルク (Fürst Bismarck) ※ 独呼称：一等巡洋艦、後に大型巡洋艦
- プリンツ・ハインリヒ (Prinz Heinrich) ※ 独呼称：大型巡洋艦

- プリンツ・アーダルベルト級 - 2隻 ※ 独呼称：大型巡洋艦

プリンツ・アーダルベルト (Prinz Adalbert)、フリードリヒ・カール (Friedrich Carl)
- ローン級 - 2隻 ※ 独呼称：大型巡洋艦

ローン (Roon)、ヨルク (Yorck)
- シャルンホルスト級 - 2隻 ※ 独呼称：大型巡洋艦

シャルンホルスト (Scharnhorst)、グナイゼナウ (Gneisenau)
- ブリュッヒャー (Blucher) ※ 独呼称：大型巡洋艦

軽巡洋艦
- コルベルク級 - 4隻 ※ 独呼称：小型巡洋艦

コルベルク (Kolberg)、マインツ (Mainz)、ケルン (Cöln)、アウクスブルク (Augsburg)
- マクデブルク級 - 4隻 ※ 独呼称：小型巡洋艦

マクデブルク (Magdeburg)、ブレスラウ (Breslau)、シュトラースブルク (Straßburg)、シュトラールズント (Stralsund)
- カールスルーエ級 - 2隻 ※ 独呼称：小型巡洋艦

カールスルーエ (Karlsruhe)、ロストック (Rostock)
- グラウデンツ級 - 2隻 ※ 独呼称：小型巡洋艦

グラウデンツ (Graudenz)、レーゲンスブルク (Regensburg)
- ピラウ級 - 2隻（旧・露軽巡洋艦） ※ 独呼称：小型巡洋艦

ピラウ (Pilau) ※ 旧・『ムラヴィエフ・アムールスキィ (Muraviev Amurskyy)』、エルビング (Elbing) ※ 旧・『アドミラル・ネヴェルスコイ (Admiral Newelskoj)』
- ヴィースバーデン級 - 2隻 ※ 独呼称：小型巡洋艦

ヴィースバーデン (Wiesbaden)、フランクフルト (Frankfurt)
- ケーニヒスベルク級 - 4隻 ※ 独呼称：小型巡洋艦

ケーニヒスベルク (Königsberg)、カールスルーエ (Karlsruhe)、エムデン (Emden)、ニュルンベルク (Nürnberg)
- ケルン級 - 2隻（8隻建造中止） ※ 独呼称：小型巡洋艦

ケルン (Cöln)、ドレスデン (Dresden)
※ 建造中止： ヴィースバーデン (Wiesbaden)、マクデブルク (Magdeburg)、ライプツィヒ (Leipzig)、ロストック (Rostock)、フラウエンロープ (Frauenlob)、ケルン代艦 (Ersatz Cöln)、エムデン代艦 (Ersatz Emden)、カールスルーエ代艦 (Ersatz Karlsruhe)
- FK1型 - 0隻（構想のみ）
- FK1a型 - 0隻（構想のみ）
- FK2型 - 0隻（構想のみ）
- FK3型 - 0隻（構想のみ）
- FK4型 - 0隻（構想のみ）

- エムデン（Emden）[7]

- ケーニヒスベルク級 - 3隻[8]

ケーニヒスベルク（Königsberg）、カールスルーエ（Karlsruhe）、ケルン（Köln）
- ライプツィヒ級 - 2隻[注釈 3]

ライプツィヒ（Leipzig）、ニュルンベルク（Nürnberg）
- M級 - 6隻未成（建造中止）

※ 建造中止： M、N、O、P、Q、R
重巡洋艦
- ドイッチュラント級 - 3隻（元、装甲艦）リュッツオウ (Lützow) ※ 元は『ドイッチュラント (Deutschland)』、アドミラル・シェーア (Admiral Scheer)、アドミラル・グラーフ・シュペー  (Die Admiral Graf Spee)
- アドミラル・ヒッパー級 - 3隻（1隻種別変更、1隻建造中止）[6]

アドミラル・ヒッパー （Admiral Hipper）、ブリュッヒャー（Blücher）、プリンツ・オイゲン（Prinz Eugen）
※ 種別変更： ザイドリッツ（Seydlitz）→軽空母へ
※ 建造中止： リュッツォウ（Lützow）
航空巡洋艦
- 大型航空巡洋艦 - 0隻（構想のみ）[10]
- 大西洋作戦型航空巡洋艦 - 0隻（構想のみ）[10]

AI型(40,000トン、32機)
AII型(40,000トン、24機　後に航空機運用の際に構造物が風向を乱すため取り下げ)
AIII型(70,000トン、32機)
AIV型(70,000トン、32機　実用上航空機運用の際に武装との位置関係で問題が生じるため取り下げ)
AⅡa型(40,000トン、23機)
C型
EIV型(12,750トン、10機)
EV型(19,150トン、18機)
EVI型(19,000トン、18機)
Spähkreuzer（偵察巡洋艦もしくは捜索巡洋艦）
- SP1級（英語版） - 0隻（1隻建造中止、5隻計画中止）

※ 建造中止： SP1
※ 計画中止： SP2 - 6
敷設巡洋艦
- ブルンマー級 - 2隻

ブルンマー (Brummer)、ブレムゼ (Bremse)
仮装巡洋艦
第1次世界大戦時
11,000トン級仮装巡洋艦 - ヴォルフ
9,800トン級仮装巡洋艦 - メーヴェ
4,900トン級仮装巡洋艦 - グライフ
1,500トン級仮装巡洋艦 - ゼーアドラー
第2次世界大戦時
17,000トン級仮装巡洋艦 - ペンギン
11,000トン級仮装巡洋艦 - シュティーア
16,000トン級仮装巡洋艦 - ヴィダー
15,000トン級仮装巡洋艦 - オリオン
12,000トン級仮装巡洋艦 - HSK 10ズノイモ
9,100トン級仮装巡洋艦 - ハンザ
8,700トン級仮装巡洋艦 - コルモラン
7,800トン級仮装巡洋艦 - アトランティス
7,000トン級仮装巡洋艦 - トール
4,700トン級仮装巡洋艦 - ミヒェル、HSK 6ツェンタ
3,200トン級仮装巡洋艦 - コメート、
1,100トン級仮装巡洋艦 - シュトラール
780トン級仮装巡洋艦 - UJ2220ノヴァラ
練習巡洋艦
- KH1級 - 0隻（旧・蘭『デ・ゼーヴェン・プロヴィンシェン』級、2隻建造中止。オランダに返還）

※ 建造中止： KH1 ※ 旧・『デ・ゼーヴェン・プロヴィンシェン (De Zeven Provincien)』、KH2 ※ 旧・『ケイクダイン (Kijkduin)』、後に『エーンドラハト (Eendracht)』
- 440型 - 1隻

ドイッチュラント（Deutschland）

#### 駆逐艦
ドイツ帝国海軍のグロース・トルピードボート
- 1898型大型水雷艇
  - S90級大型水雷艇 - S90、S91、S92、S93、S94、S95、S96、S97、S98、S99、S100、S101、S102、S103、S104、S105、S106、S107
  - G108級大型水雷艇 - G108、G109、G110、G111、G112、G113
  - S114級大型水雷艇 - S114、S115、S116、S117、S118、S119、S120、S121、S122、S123、S124、S125、S126、S127、S128、S129、S130、S131
  - G132級大型水雷艇 - G132、G133、G134、G135、G136、G137
- 1906型大型水雷艇
  - S138級大型水雷艇 - S138、S139、S140、S140、S141、S140、S142、S143、S144、S145、S146、S147、S148、S149
  - V150級大型水雷艇 - V150、V151(種別変更)、V152、V153、V154、V155、V156、V157、V158、V159、V160、V161、V162、V163、V164
  - S165級大型水雷艇 - S165、S166、S167、S168、
  - G169級大型水雷艇 - G169、G170、G171、G172、G173、G174、G175
  - S176級大型水雷艇 - S176、S177、S178、S179
  - V180級大型水雷艇 - V180、V181、V182、V183、V184、V185、V186、V187、V188、V189、V190、V191
  - G192級大型水雷艇 - G192、G193、G194、G195、G196、G197
- 1911型大型水雷艇
  - V1級大型水雷艇 - 8隻
  - G7級大型水雷艇 - 6隻 G7、G8、G9、G10、G11、G12
  - S13級大型水雷艇 - 12隻 S13、S14、S15、S16、S17、S18、S19、S20、S21、S22、S23→T123、S24
- 1913型大型水雷艇
  - V25級大型水雷艇 - 6隻 V25、V26、V27、V28、V29、V30
  - S31級大型水雷艇 - 6隻 S31、S32、S33、S34、S35、S36
  - G37級大型水雷艇 - 6隻 G37、G38、G39、G40、G41、G42
  - V43級大型水雷艇 - 6隻 V43、V44、V45、V46、V47、V48
  - S49級大型水雷艇 - 18隻 S49、S50、S51、S52、S53、S54、S55、S56、S57、S58、S59、S60、S61、S62、S63、S64、S65、S66
  - V67級大型水雷艇 - 18隻 V67、V68、V69、V70、V71、V72、V73、V74、V75、V76、V77、V78、V79、V80、V81、V82、V83、V84
  - G85級大型水雷艇 - 11隻 G85、G86、G87、G88、G89、G90、G91、G92、G93、G94、G95
- 1916M型大型水雷艇
  - G96
  - V125級大型水雷艇 - V125、V126、V127、V128、V129、V130
  - S131級大型水雷艇 - S131、S132、S133、S134、S135、S136、S137、S138、S139(種別変更)
  - V140級大型水雷艇 - V140、V141、V142、V143、V144
  - H145級大型水雷艇 - H145、H146、H147
- 1917M型大型水雷艇
  - G148級大型水雷艇 - G148、G149、G150、
  - Ww151
  - S152級大型水雷艇 - S152、S153、S154、S155、S156、S157
  - V158級大型水雷艇 - V158、V159、V160、V161、V162、V163、V164、V165
  - H166級大型水雷艇 - H166、H167、H168、H169
- 1918M型大型水雷艇
  - V170級大型水雷艇 - 8隻(すべて未成) V170、V171、V172、V173、V174、V175、V176、V177
  - S178級大型水雷艇 - 8隻(すべて未成) S178、S179、S180、S181、S182、S183、S184、S185
  - H186級大型水雷艇 - 8隻 H186、H187、H188、H189、H190、H191、H192、H193、H194、H195、H196、H197、H197、H199、H200、H201、H202
  - V203級大型水雷艇 - V203、V204、V205、V206、V207、V208、V209、V210
  - S221級大型水雷艇 - S211、S212、S213、S214、S215、S216、S217、S218、S219、S220、S221、S222、S223

駆逐艦（公称は大型水雷艇）
- 1914R型
  - B97級駆逐艦 - 6隻 B97、B98、B109、B110、B111、B112
  - V99級駆逐艦 - 2隻 V99、V100
- 1914A型
  - G101級駆逐艦 - 4隻 G101、G102、G103、G104
- V105級駆逐艦 - V105、V106、V107、V108
- 1916型
  - S113級駆逐艦 - 3隻(2隻未成)　S113、S114、S115
  - V116級駆逐艦 - 3隻(2隻未成)　V116、V117、V118
  - G119級駆逐艦 - 0隻(3隻未成)　G119、G120、G121
  - B122級駆逐艦 - 0隻(3隻未成)　B122、B123、B124
- 鹵獲駆逐艦

R型駆逐艦 - 5隻
大沽級駆逐艦（旧海龍級駆逐艦） - 1隻 タークー
ヴェルサイユ条約下の駆逐艦（大型水雷艇、水雷艇）
駆逐艦
- V1級大型水雷艇 - 5隻 V1、V2、V3、V5、V6
- S13級大型水雷艇 - 3隻 S18、S19、S23
- G7級大型水雷艇 - 4隻 G7、G8、G10、G11

- T139級水雷艇 - 6隻 T139、T140、T141、T142、T43、T144
- T151級水雷艇 - 7隻 T151、T152、T153、T154、T155、T156、T157
- T168 - T168
- T169級水雷艇 -T169、T170、T171、T172、T173、T174、T175
- T185級水雷艇 - T185、T190
- T196

ナチス・ドイツ成立後の駆逐艦
- Z1型駆逐艦（1934型） - 4隻[11] レーベレヒト・マース[12]、ゲオルク・ティーレ[12]、マックス・シュルツ[12]、リヒャルト・バイツェン[12]
- Z5型駆逐艦（1934A型） - 12隻[13] パウル・ヤコビ[12]、テオドール・リーデル[12]、ヘルマン・シェーマン[12]、ブルーノ・ハイネマン[12]、ヴォルフガング・ツェンカー[12]、ハンス・ロディ[12]、ベルント・フォン・アルニム[12]、エーリッヒ・ギーゼ[12]、エーリッヒ・ケルナー[12]、フリードリヒ・イーン[12]、エーリッヒ・シュタインブリンク[12]、フリードリヒ・エッコルト[12]
- Z17型駆逐艦（1936型） - 6隻[14] ディーター・フォン・レーダー[15]、ハンス・リューデマン[15]、ヘルマン・キュンネ[15]、カール・ガルスター[15]、ヴィルヘルム・ハイドカンプ[15]、アントン・シュミット[15]
- Z23型駆逐艦（1936A型） - 8隻[16] Z23[17]、Z24[17]、Z25[17]、Z26[17]、Z27[17]、Z28[17]、Z29[17]、Z30[17]
- Z31型駆逐艦（1936A（臨戦）型） - 7隻[18] Z31[17]、Z32[17]、Z33[17]、Z34[17]、Z37[17]、Z38[17]、Z39[17]
- Z35型駆逐艦（1936B型） - 3隻[19]（2隻未成[19]、3隻計画中止） Z35[17]、Z36[17]、Z43[17]、Z44（未成）、Z45（未成）

※ 計画中止：Z40、Z41、Z42
- Z46型駆逐艦（1936C型） - 0隻（2隻未成、3隻計画中止）Z46（未成）、Z47（未成）[20]

※ 計画中止：Z48、Z49、Z50
- 1936D型駆逐艦 - 0隻（構想のみ）[20]
- 1937J型駆逐艦（英語版） - 0隻（構想のみ）
- 1938A型駆逐艦 - 0隻（構想のみ)[21]
- 1938B型駆逐艦 - 0隻（構想のみ）[21]
- Z51型駆逐艦（1942型）（英語版） - 0隻（1隻未成）Z51（未成）[22][23]
- 1942A型駆逐艦 - 0隻（構想のみ）[22]
- 1942B型駆逐艦 - 0隻（構想のみ）[22]
- 1943型駆逐艦 - 0隻（構想のみ）[24]
- Z52型駆逐艦（1944型） - 0隻（5隻計画中止）[23][24]

※ 計画中止：Z52、Z53、Z54、Z55、Z56
- 1945型駆逐艦（英語版） - 0隻（構想のみ）[24]

鹵獲駆逐艦
- ZH1級（旧オランダ海軍チェリク・ヒッデス級駆逐艦） - ZH1（旧ゲラルト・カレンブルク）、ZH2（旧チェリク・ヒッデス、未成）
- ZH3（旧オランダ海軍アドミラーレン級駆逐艦ヴァン・ガレン、未就役）
- ZF4（旧フランス海軍ブーラスク級駆逐艦シクローヌ、未就役）
- ZF5（旧フランス海軍ル・フィエ級水雷艇Le Tunisien、未成）
- ZF2級（旧フランス海軍ル・アルディ級駆逐艦） - ZF6→ZF2（旧ルピニャート、未成）、ZF7（旧ラヴァンチュリエ、未成）
- ZG3（ヘルメス）（旧ギリシャ海軍ヴァシレフス・ゲオルギオス級駆逐艦ヴァシレフス・ゲオルギオス）

設計変更により未成
- 1941型駆逐艦 - （4隻設計変更）[29]

※ 設計変更：Z48、Z49、Z50→1936C型 (Z46型) 駆逐艦へ
※ 設計変更：Z51→1942型 (Z51型) 型駆逐艦へ
- 1942型駆逐艦 - （5隻設計変更）[22][23]

※ 設計変更：Z52、Z53、Z54、Z55、Z56→1942年C型駆逐艦へ
- 1942C型駆逐艦 - 0隻（5隻設計変更）[22][23]

※ 計画中止：Z52、Z53、Z54、Z55、Z56→1944型駆逐艦へ
ドイツ連邦海軍（西ドイツ海軍及び統一ドイツ海軍）の駆逐艦
- Z1級駆逐艦（119型、旧アメリカ海軍フレッチャー級駆逐艦）- 6隻 Z1、Z2、Z3、Z4、Z5、Z6
- ハンブルク級駆逐艦 - 4隻 ハンブルク、シュレースヴィヒ＝ホルシュタイン、バイエルン、ヘッセン
- リュッチェンス級駆逐艦 - 3隻　リュッチェンス、メルダース、ロンメル

#### フリゲート
ドイツ連邦海軍（西ドイツ海軍および統一ドイツ海軍）のフリゲート
- ケルン級フリゲート - 6隻 ケルン（Köln）、エムデン（Emden）、アウクスブルク（Augsburg）、カールスルーエ（Karlsruhe）、リューベック（Lübeck）、ブラウンシュヴァイク（Braunschweig）
- ブレーメン級フリゲート -8隻　ブレーメン（Bremen）、ニーダーザクセン（Niedersachsen）、ラインラント＝プファルツ（Rheinland-Pfalz）、エムデン（Emden）、ケルン（Köln）、カールスルーエ（Karlsruhe）、アウクスブルク（Augsburg）、リューベック（Lübeck）
- ブランデンブルク級フリゲート -4隻　ブランデンブルク（Brandenburg）[1]、シュレースヴィヒ＝ホルシュタイン（Schleswig-Holstein）[1]、バイエルン（Bayern）[1]、メクレンブルク＝フォアポンメルン（Mecklenburg-Vorpommern）[1]
- ザクセン級フリゲート -3隻　ザクセン（Sachsen）[1]、ハンブルク（Hamburg）[1]、ヘッセン（Hessen）[1]
- バーデン・ヴュルテンベルク級フリゲート -4隻　バーデン＝ヴュルテンベルク（Baden-Württemberg）[1]、ノルトライン＝ヴェストファーレン（Nordrhein-Westfalen）[1]、ザクセン＝アンハルト（Sachsen-Anhalt）[1]、ラインラント＝プファルツ（Rheinland-Pfalz）[1]
- ニーダーザクセン級フリゲート - （1隻建造中、3隻計画中）

人民海軍（東ドイツ海軍）のフリゲート
- リガ型フリゲート - 4隻　エルンスト・テールマン（Ernst Thalmann）、カール・マルクス（Karl Marx）、カール・リープクネヒト（Karl Liebknecht）、フリードリヒ・エンゲルス（Friedrich Engels）
- コニ型フリゲート - 3隻　ロストック（Rostock）、ベルリン＝ハウプシュタット・デア・DDR（Berlin - Hauptstadt der DDR）、ハレ（Halle）

#### コルベット
ドイツ連邦海軍（西ドイツ海軍および統一ドイツ海軍）のコルベット
- ブラウンシュヴァイク級コルベット - 5隻（5隻建造中）
  - バッチ1:ブラウンシュヴァイク（Braunschweig）、マクデブルク（Magdeburg）、エアフルト（Erfurt）、オルデンブルク（Oldenburg）、ルートヴィヒスハーフェン・アム・ライン（Ludwigshafen Am Rhein）
  - バッチ2:ケルン（Köln）、エムデン（Emden）、カールスルーエ（Karlsruhe）、 アウクスブルク（Augsburg）、リューベック（Lübeck）

人民海軍（東ドイツ海軍）のコルベット
- タランタル型コルベット - 5隻 アルビン・ケービス、ルードルフ・エーゲルホーファー→ヒデンゼー、フリッツ・グロビク、パウル・アイゼンシュナイダー、ハンス・バイムラー
- パルヒム型コルベット - 16隻 パルヒム（Parchim）、ヴィスマール（Wismar）、ペルレベルク（Perleberg）、ビュッツオゥ（Bützow）、ルッツ（Lübz）、バート・ドーベラーン（Bad Doberan）、ギュストロー（Güstrow）、ヴァーレン（Waren）、プレンツラウ（Prenzlau）、ルードヴィッヒスルスト（Ludwigslust）、リープニッツ＝ダムガルテン（Ribnitz-Damgarten）、テータロー（Teterow）、ガーダブシュ（Gadebusch）、グレーヴスミューレン（Grevesmühlen）、バーゲン（Bergen）、アンガーミュンデ（Angermünde）

### 潜水艦

#### 通常動力型潜水艦
第一次世界大戦期の潜水艦
- U1[32]
- U2[33]
- U3型潜水艦[34]:U3[34]、U4[34]
- U5型潜水艦[34]:U5[34]、U6[34]、U7[34]、U8[34]
- U9型潜水艦[34]:U9[34]、U10[34]、U11[34]、U12[34]
- U13型潜水艦[34]:U13[34]、U14[34]、U15[34]
- U16[34]
- U17型潜水艦[34]:U17[34]、U18[34]
- U19型潜水艦[34]:U19[34]、U20[34]、U21[34]、U22[34]
- U23型潜水艦[35]:U23[35]、U24[35]、U25[35]、U26[35]
- U27型潜水艦[35]:U27[35]、U28[35]、U29[35]、U30[35]
- U31型潜水艦[35]:U31[35]、U32[35]、U33[35]、U34[35]、U35[35]、U36[35]、U37[35]、U38[35]、U39[35]、U40[35]、U41[35]
- U42→建造中にイタリアにより接収、バリラ（Ballila）となる
- U43型潜水艦（Ms型第1群）[36]:U43[36]、U44[36]、U45[36]、U46[36]、U47[36]、U48[36]、U49[36]、U50[36]
- U51型潜水艦（Ms型第1群）[36]:U51[36]、U52[36]、U53[36]、U54[36]、U55[36]、U56[36]
- U57型潜水艦（Ms型第1群）[36]:U57[36]、U58[36]、U59[36]
- U60型潜水艦（Ms型第1群）[37]:U60[37]、U61[37]、U62[37]
- U63型潜水艦（Ms型第1群）[36]:U63[36]、U64[36]、U65[36]
- U66型潜水艦[38]（UD型）:U66[38]、U67[38]、U68[38]、U69[38]、U70[38]
- U71型潜水艦[39]（UEI型）:U71[39]、U72[39]、U73[39]、U74[39]、U75[39]、U76[39]、U77[39]、U78[39]、U79[39]、U80[39]
- U81型潜水艦（Ms型第2群）[40]:U81[40]、U82[40]、U83[40]、U84[40]、U85[40]、U86[40]
- U87型潜水艦（Ms型第2群）[40]:U87、U88、U89、U90、U91、U92
- U93型潜水艦（Ms型第2群）[40]:U93、U94、U95、U96、U97、U98、U105、U106、U107、U108、U109、U110、U111、U112、U113、U114、U160、U161、U162、U163、U164、U165、U166、U167
- U99型潜水艦（Ms型第2群）[40]:U99、U100、U101、U102、U103、U104
- U115型潜水艦（Ms型第2群、未成）[40]:U115、U116
- U117型潜水艦[41]（UEII型）:U117[41]、U118[41]、U119[41]、U120[41]、U122[41]、U123[41]、U124[41]、U125[41]、U126[41]
- U127型潜水艦[42]:U127 - 134（未成）[42]、U135[42]、U136[42]、U137 - 138（未成）[42]
- U139型潜水艦[43]:U139[43]、U140[43]、U141[43]
- U142型潜水艦[43]:U142[43]、U143 - 150（未成）[43]、U173 - 200（未成または未起工）[43]
- U151型潜水艦[44]:U151[44]、U152[44]、U153[44]、U154[44]、U155[44]、U156[44]、U157[44]
- U158型潜水艦（Ms型第2群）[40]
- U229型潜水艦（Ms型第2群、建造中止）[40]
- U213型潜水艦（建造中止）[42]
- UA（建造中のノルウェー海軍A-1級潜水艦A-5を接収）[45]
- UB型潜水艦

UBI型:UB1、UB2、UB3、UB4、UB5、UB6、UB7、UB8、UB9、UB10、UB11、UB12、UB13、UB14、UB15、UB16、UB17
UBII型:UB18、UB19、UB20、UB21、UB22、UB23、UB24、UB25、UB26、UB27、UB28、UB29、UB30、UB31、UB32、UB33、UB34、UB35、UB36、UB37、UB38、UB39、UB40、UB41、UB42、UB43、UB44、UB45、UB46、UB47
UBIII型:UB48、UB49、UB50、UB51、UB52、UB53、UB54、UB55、UB56、UB57、UB58、UB59、UB60、UB61、UB62、UB63、UB64、UB65、UB66、UB67、UB68、UB69、UB70、UB71、UB72、UB73、UB74、UB75、UB76、UB77、UB78、UB79、UB80、UB81、UB82、UB83、UB84、UB85、UB86、UB87、UB88、UB89、UB90、UB91、UB92、UB93、UB94、UB95、UB96、UB97、UB98、UB99、UB100、UB101、UB102、UB103、UB104、UB105、UB106、UB107、UB108、UB109、UB110、UB111、UB112、UB113、UB114、UB115、UB116、UB117、UB118、UB119、UB120、UB121、UB122、UB123、UB124、UB125、UB126、UB127、UB128、UB129、UB130、UB131、UB132、UB133 - 141（未成）、UB142、UB143、UB144、UB145、UB146 - 147（未成）、UB148、UB149、UB150 - 153（未成）、UB154、UB155、UB156 - 249（未成または建造中止）
- UC型潜水艦
  - UCI型:UC1[49]、UC2[49]、UC3[49]、UC4[49]、UC5[49]、UC6[49]、UC7[49]、UC8[49]、UC9[49]、UC10[49]、UC11[49]、UC12[49]、UC13[49]、UC14[49]、UC15[49]
  - UCII型:UC16[50]、UC17[50]、UC18[50]、UC19[50]、UC20[50]、UC21[50]、UC22[50]、UC23[50]、UC-24[50]、UC25[50]、UC-26[50]、UC27[50]、UC-28[50]、UC29[50]、UC30[50]、UC31[50]、UC32[50]、UC33[50]、UC34[50]、UC35[50]、UC36[50]、UC37[50]、UC38[50]、UC39[50]、UC40[50]、UC41[50]、UC42[50]、UC43[50]、UC44[50]、UC45[50]、UC46[50]、UC47[50]、UC48[50]、UC49[50]、UC50[50]、UC51[50]、UC52[50]、UC53[50]、UC54[50]、UC55[50]、UC56[50]、UC57[50]、UC58[50]、UC59[50]、UC60[50]、UC61[50]、UC62[50]、UC63[50]、UC64[50]、UC65[50]、UC66[50]、UC67[50]、UC68[50]、UC69[50]、UC70[50]、UC71[50]、UC72[50]、UC73[50]、UC74[50]、UC75[50]、UC76[50]、UC77[50]、UC78[50]、UC79[50]
  - UCIII型:UC90[51]、UC91[51]、UC92[51]、UC93[51]、UC94[51]、UC95[51]、UC96[51]、UC97[51]、UC98[51]、UC99[51]、UC100[51]、UC101[51]、UC102[51]、UC103[51]、UC104[51]、UC105[51]、UC106[51]、UC107[51]、UC108[51]、UC109[51]、UC110[51]、UC111[51]、UC112[51]、UC113[51]、UC114[51]
  - 未成:UC80 - 89[51]、UC115 - 138[51]
  - 建造中止:UC139 - 192[51]
- UD1型潜水艦（50隻未成・通称破壊用の大型潜水艦）:UD1、UD2、UD3、UD4、UD5、UD6、UD7、UD8、UD9、UD10、UD11、UD12、UD13、UD14、UD15、UD16、UD17、UD18、UD19、UD20、UD21、UD22、UD23、UD24、UD25、UD26、UD27、UD28、UD29、UD30、UD31、UD32、UD33、UD34、UD35、UD36、UD37、UD38、UD39、UD40、UD41、UD42、UD43、UD44、UD45、UD46、UD47、UD48、UD49、UD50
- UF型小型潜水艦（未成）:UF49、UF50、UF51、UF52、UF53、UF54、UF55、UF56、UF57、UF58、UF59、UF60、UF61、UF62、UF63、UF64、UF65、UF66、UF67、UF68、UF69、UF70、UF71、UF72、UF73、UF74、UF75、UF76、UF77、UF78、UF79、UF80、UF81、UF82、UF83、UF84、UF85、UF86、UF87、UF88、UF89、UF90、UF91、UF92、U93、UF94、UF95、UF96、UF97、UF98、UF99、UF100、UF101、UF102、UF103、UF104、UF105、UF106、UF107、UF108、UF109、UF110、UF111、UF112、UF113、UF114、UF115、UF116、UF117、UF118
- UG2型小型潜水艦（101隻未成）:UG1、UG2、UG3、UG4、UG5、UG6、UG7、UG8、UG9、UG10、UG11、UG12、UG13、UG14、UG15、UG16、UG17、UG18、UG19、UG20、UG21、UG22、UG23、UG24、UG25、UG26、UG27、UG28、UG29、UG30、UG31、UG32、UG33、UG34、UG35、UG36、UG37、UG38、UG39、UG40、UG41、UG42、UG43、UG44、UG45、UG46、UG47、UG48、UG49、UG50、UG51、UG52、UG53、UG54、UG55、UG56、UG57、UG58、UG59、UG60、UG61、UG62、UG63、UG64、UG65、UG66、UG67、UG68、UG69、UG70、UG71、UG72、UG73、UG74、UG75、UG76、UG77、UG78、UG79、UG80、UG81、UG82、UG83、UG84、UG85、UG86、UG87、UG88、UG89、UG90、UG91、UG92、UG93、UG94、UG95、UG96、UG97、UG98、UG99、UG100、UG101
- US1型潜水艦（元ロシア帝国海軍バルス級、1918年鹵獲編入）[52]:US1[52]、US2[52]、US3[52]、US4[52]

第二次世界大戦期の潜水艦
- UボートI型:U-25、U-26
- UボートII型　
  - IIA : 6隻 U-1、U-2、U-3、U-4、U-5、U-6
  - IIB : 20隻　U-7、U-8、U-9、U-10、U-11、U-12、U-13、U-14、U-15、U-16、U-17、U-18、U-19、U-20、U-21、U-22、U-23、U-24、U-120、U-121
  - IIC : 8隻 U-56、U-57、U-58、U-59、U-60、U-61、U-62、U-63
  - IID : 16隻 U-137、U-138、U-139、U-140、U-141、U-142、U-143、U-144、U-145、U-146、U-147、U-148、U-149、U-150、U-151、U-152
- UボートV型 - 建造中止
- UボートVII型　
  - VIIA型 - 10隻　U-27、U-28、U-29、U-30、U-31、U-32、U-33、U-34、U-35、U-36
  - VIIB型 - 24隻　U-45、U-46、U-47、U-48、U-49、U-50、U-51、U-52、U-53、U-54、U-55、U-73、U-74、U-75、U-76、U-83、U-84、U-85、U-86、U-87、U-99、U-100、U-101、U-102
  - VIIC型 - 626隻竣工（未成29隻） U-69、U-70、U-71、U-72、U-77、U-78、U-79、U-80、U-81、U-82、U-88、U-89、U-90、U-91、U-92、U-93、U-94、U-95、U-96、U-97、U-98、U-132、U-133、U-134、U-135、U-136、U-201、U-202、U-203、U-204、U-205、U-206、U-207、U-208、U-209、U-210、U-211、U-212、U-221、U-222、U-223、U-224、U-225、U-226、U-227、U-228、U-229、U-230、U-231、U-232、U-235、U-236、U-237、U-238、U-239、U-240、U-241、U-242、U-243、U-244、U-245、U-246、U-247、U-248、U-249、U-250、U-251、U-252、U-253、U-254、U-255、U-256、U-257、U-258、U-259、U-260、U-261、U-262、U-263、U-264、U-265、U-266、U-267、U-268、U-269、U-270、U-271、U-272、U-273、U-274、U-275、U-276、U-277、U-278、U-279、U-280、U-281、U-282、U-283、U-284、U-285、U-286、U-287、U-288、U-289、U-290、U-291、U-301、U-302、U-303、U-304、U-305、U-306、U-307、U-308、U-309、U-310、U-311、U-312、U-313、U-314、U-315、U-316、U-331、U-332、U-333、U-334、U-335、U-336、U-337、U-338、U-339、U-340、U-341、U-342、U-343、U-344、U-345、U-346、U-347、U-348、U-349、U-350、U-351、U-352、U-353、U-354、U-355、U-356、U-357、U-358、U-359、U-360、U-361、U-362、U-363、U-364、U-365、U-366、U-367、U-368、U-369、U-370、U-371、U-372、U-373、U-374、U-375、U-376、U-377、U-378、U-379、U-380、U-381、U-382、U-383、U-384、U-385、U-386、U-387、U-388、U-389、U-390、U-391、U-392、U-393、U-394、U-396、U-397、U-398、U-399、U-400、U-401、U-402、U-403、U-404、U-405、U-406、U-407、U-408、U-409、U-410、U-411、U-412、U-413、U-414、U-415、U-416、U-417、U-418、U-419、U-420、U-421、U-422、U-423、U-424、U-425、U-426、U-427、U-428、U-429、U-430、U-431、U-432、U-433、U-434、U-435、U-436、U-437、U-438、U-439、U-440、U-441、U-442、U-443、U-444、U-445、U-446、U-447、U-448、U-449、U-450、U-451、U-452、U-453、U-454、U-455、U-456、U-457、U-458、U-465、U-466、U-467、U-468、U-469、U-470、U-471、U-472、U-473、U-474、U-475、U-476、U-477、U-478、U-479、U-480、U-481、U-482、U-483、U-484、U-485、U-486、U-551、U-552、U-553、U-554、U-555、U-556、U-557、U-558、U-559、U-560、U-561、U-562、U-563、U-564、U-565、U-566、U-567、U-568、U-569、U-570、U-571、U-572、U-573、U-574、U-575、U-576、U-577、U-578、U-579、U-580、U-581、U-582、U-583、U-584、U-585、U-586、U-587、U-588、U-589、U-590、U-591、U-592、U-593、U-594、U-595、U-596、U-597、U-598、U-599、U-600、U-601、U-602、U-603、U-604、U-605、U-606、U-607、U-608、U-609、U-610、U-611、U-612、U-613、U-614、U-615、U-616、U-617、U-618、U-619、U-620、U-621、U-622、U-623、U-624、U-625、U-626、U-627、U-628、U-629、U-630、U-631、U-632、U-633、U-634、U-635、U-636、U-637、U-638、U-639、U-640、U-641、U-642、U-643、U-644、U-645、U-646、U-647、U-648、U-649、U-650、U-651、U-652、U-653、U-654、U-655、U-656、U-657、U-658、U-659、U-660、U-661、U-662、U-663、U-664、U-665、U-666、U-667、U-668、U-669、U-670、U-671、U-672、U-673、U-674、U-675、U-676、U-677、U-678、U-679、U-680、U-681、U-682、U-683、U-701、U-702、U-703、U-704、U-705、U-706、U-707、U-708、U-709、U-710、U-711、U-712、U-713、U-714、U-715、U-716、U-717、U-718、U-719、U-720、U-721、U-722、U-723、U-724、U-725、U-726、U-727、U-728、U-729、U-730、U-731、U-732、U-733、U-734、U-735、U-736、U-737、U-738、U-739、U-740、U-741、U-742、U-743、U-744、U-745、U-746、U-747、U-748、U-749、U-750、U-751、U-752、U-753、U-754、U-755、U-756、U-757、U-758、U-759、U-760、U-761、U-762、U-763、U-764、U-765、U-766、U-767、U-768、U-771、U-772、U-773、U-774、U-775、U-776、U-777、U-778、U-779、U-821、U-822、U-825、U-826、U-901、U-903、U-904、U-905、U-906、U-907、U-908、U-921、U-922、U-923、U-924、U-925、U-926、U-927、U-928、U-951、U-952、U-953、U-954、U-955、U-956、U-957、U-958、U-959、U-960、U-961、U-962、U-963、U-964、U-965、U-966、U-967、U-968、U-969、U-970、U-971、U-972、U-973、U-974、U-975、U-976、U-977、U-978、U-979、U-980、U-981、U-982、U-983、U-984、U-985、U-986、U-987、U-988、U-989、U-990、U-991、U-992、U-993、U-994、U-1051、U-1052、U-1053、U-1054、U-1055、U-1056、U-1057、U-1058、U-1101、U-1102、U-1103、U-1104、U-1105、U-1106、U-1131、U-1132、U-1161、U-1162、U-1191、U-1192、U-1193、U-1194、U-1195、U-1196、U-1197、U-1198、U-1199、U-1200、U-1201、U-1202、U-1203、U-1204、U-1205、U-1206、U-1207、U-1208、U-1209、U-1210

※未成：U-684、U-685、U-686、U-769、U-770、U-780　から　U-782、U-823、U-824、U-829　から U-840、U-902
- - VIIC/41型 - 183隻 (74隻竣工、109隻建造中止・VIIC/42型への変更含む)

U-292、U-293、U-294、U-295、U-296、U-297、U-298、U-299、U-300、U-317、U-318、U-319、U-320、U-321、U-322、U-323、U-324、U-325、U-326、U-327、U-328、U-827、U-828、U-929、U-930、U-995、U-997、U-998、U-999、U-1000、U-1001、U-1002、U-1003、U-1004、U-1005、U-1006、U-1007、U-1008、U-1009、U-1010、U-1013、U-1014、U-1015、U-1016、U-1017、U-1018、U-1019 、U-1020、U-1021、U-1022、U-1023、U-1024、U-1025、U-1063、U-1064、U-1065、U-1103、U-1104、U-1105、U-1106、U-1107、U-1108、U-1109、U-1110、U-1163、U-1164、U-1165、U-1166、U-1167、U-1168、U-1169、U-1170、U-1171、U-1172、U-1271、U-1272、U-1273、U-1274、U-1275、U-1276、U-1277、U-1278、U-1279、U-1301、U-1302、U-1303、U-1304、U-1305、U-1306、U-1307、U-1308
※未成：U-329、U-330、U-687　から　U-698、U-723、U-724、U-725　から　U-730、U-901、U-902、U-903、U-904、U-905、U-906、U-907、U-908、U-909　から　U-912、U-931　から　U-936、U-1011、U-1012、U-1032　から　U-1050、U-1066　から　U-1068、U-1111　から　U-1114、U-1133　から　U-1146、U-1173　から　U-1190、U-1211　から　U-1214、U-1280　から　U-1291、U-1309　から　U-1312、U-1331　から　U-1338、U-1401　から　U-1404、U-1417　から　U-1422、U-1435　から　U-1439、U-1801　から　U-1804、U-1823　から　U-1828
- - VIID型 - 6隻　U-213、U-214、U-215 、U-216 、U-217 、U-218
  - VIIF型 - 4隻　U-1059、U-1060、U-1061、U-1062
- UボートIX型
  - IXA型 - 8隻 U-37、U-38、U-39、U-40、U-41、U-42、U-43、U-44
  - IXB型 - 14隻　U-64、U-65、U-103、U-104、U-105、U-106、U-107、U-108、U-109、U-110、U-111、U-122、U-123、U-124
  - IXC型 - 54隻 U-66、U-67、U-68、U-125、U-126、U-127、U-128、U-129、U-130、U-131、U-153、U-154、U-155、U-156、U-157、U-158、U-159、U-160、U-161、U-162、U-163、U-164、U-165、U-166、U-171、U-172、U-173、U-174、U-175、U-176、U-501、U-502、U-503、U-504、U-505、U-506、U-507、U-508、U-509、U-510、U-511、U-512、U-513、U-514、U-515、U-516、U-517、U-518、U-519、U-520、U-521、U-522、U-523、U-524
  - IXC/40型 - 160隻（89隻竣工、71隻未成） U-167、U-168、U-169、U-170、U-183、U-184、U-185、U-186、U-187、U-188、U-189、U-190、U-191、U-192、U-193、U-194、U-525、U-526、U-527、U-528、U-529、U-530、U-531、U-532、U-533、U-534、U-535、U-536、U-537、U-538、U-539、U-540、U-541、U-542、U-543、U-544、U-545、U-546、U-547、U-548、U-549、U-550、U-801、U-802、U-803、U-804、U-805、U-806、U-841、U-842、U-843、U-844、U-845、U-846、U-853、U-854、U-855、U-856、U-857、U-858、U-865、U-866、U-867、U-868、U-869、U-870、U-877、U-878、U-879、U-880、U-881、U-889、U-1221、U-1222、U-1223、U-1224、U-1225、U-1226、U-1227、U-1228、U-1229、U-1230、U-1231、U-1232、U-1233、U-1234、U-1235

※未成：U-807　から　U-816、U-882　から　U-894、U-1236　から　U-1262、U-1501　から　U-1530
- - IXD/1型 - 2隻　U-180、U-195
  - IXD/2型 - 28隻　U-177、U-178、U-179、U-181、U-182、U-196、U-197、U-198、U-199、U-200、U-847、U-848、U-849、U-850、U-851、U-852、U-859、U-860、U-861、U-862、U-863、U-864、U-871、U-872、U-873、U-874、U-875、U-876
  - IXD/42型 - 2隻　U-883、U-884

※未成:U-885、U-886、U-887、U-888、U-895、U-896、U-897、U-898、U-899、U-900、U-1531、U-1532、U-1533、U-1534、U-1535、U-1536、U-1537、U-1538、U-1539、U-1540、U-1541、U-1542
- XB型Uボート - 8隻　U-116、U-117、U-118、U-119、U-219、U-220、U-233、U-234
- XI型Uボート - 4隻建造中止
- XIV型Uボート - 24隻（10隻竣工、14隻建造中止） U-459、U-460、U-461、U-462、U-463、U-464、U-487、U-488、U-489、U-490

※未成:U-491　から　U-500、U-2201　から　U-2204
- - XX型Uボート - 30隻計画中止 U-5701 から　U-5730
  - XIX型Uボート - 非武装の輸送用・40隻計画中止:U-1801　から　U-1840
- XVIIB型Uボート - U-1405、U-1406、U-1407
- UボートXXI型 - 288隻(内建造数118隻) U-2501、U-2502、U-2503、U-2504、U-2505、U-2506、U-2507、U-2508、U-2509、U-2510、U-2511、U-2512、U-2513、U-2514、U-2515、U-2516、U-2517、U-2518、U-2519、U-2520、U-2521、U-2522、U-2523、U-2524、U-2525、U-2526、U-2527、U-2528、U-2529、U-2530、U-2531、U-2532、U-2533、U-2534、U-2535、U-2536、U-2537、U-2538、U-2539、U-2540、U-2541、U-2542、U-2543、U-2544、U-2545、U-2546、U-2547、U-2548、U-2549、U-2550、U-2551、U-2552、U-3001、U-3002、U-3003、U-3004、U-3005、U-3006、U-3007、U-3008、U-3009、U-3010、U-3011、U-3012、U-3013、U-3014、U-3015、U-3016、U-3017、U-3018、U-3019、U-3020、U-3021、U-3022、U-3023、U-3024、U-3025、U-3026、U-3027、U-3028、U-3029、U-3030、U-3031、U-3032、U-3033、U-3034、U-3035、U-3036、U-3037、U-3038、U-3039、U-3040、U-3041、U-3044、U-3047、U-3050、U-3051、U-3501、U-3502、U-3503、U-3504、U-3505、U-3506、U-3507、U-3508、U-3509、U-3510、U-3511、U-3512、U-3513、U-3514、U-3515、U-3516、U-3517、U-3518、U-3519、U-3520、U-3521、U-3522、U-3523、U-3524、U-3525、U-3526、U-3527、U-3528、U-3529、U-3530、

※ 未成： U-2553、U-2554、U-2555、U-2556、U-2557、U-2558、U-2559、U-2560、U-2561、U-2562、U-2563、U-2564、U-2565、U-2566、U-2567、U-2568、U-2569、U-2570、U-2571、U-2572、U-2573、U-2574、U-2575、U-2576、U-2577、U-2578、U-2579、U-2580、U-2581、U-2582、U-2583、U-2584、U-2585、U-2586、U-2587、U-2588、U-2589、U-2590、U-2591、U-2592、U-2593、U-2594、U-2595、U-2596、U-2597、U-2598、U-2599、U-2600、U-2601、U-2602、U-2603、U-2604、U-2605、U-2607、U-2608、U-3048、U-3049、U-3052、U-3053、U-3054、U-3055、U-3056、U-3057、U-3058、U-3059、U-3060、U-3061、U-3062、U-3063、U-3064、U-3065、U-3066、U-3067、U-3068、U-3069、U-3070、U-3071、U-3072、U-3073、U-3074、U-3075、U-3076、U-3077、U-3078、U-3079、U-3080、U-3081、U-3082、U-3083、U-3084、U-3085、U-3086、U-3087、U-3088、U-3531、U-3532、U-3533、U-3534、U-3535、U-3536、U-3537、U-3538、U-3539、U-3540、U-3541、U-3542、U-3543、U-3544、U-3545、U-3546、U-3547、U-3548、U-3549、U-3550、U-3551、U-3552、U-3553、U-3554、U-3555、U-3556、U-3557、U-3558、U-3559、U-3560、U-3561、U-3562、U-3563、U-3564、U-3565、U-3566、U-3567、U-3568、U-3569、U-3560、U-3561、U-3562、U-3563、U-3564、U-3565、U-3566、U-3567、U-3568、U-3569、U-3570、U-3571
※ 発注延期：U-2609、U-2610、U-2611、U-2612、U-2613、U-2614、U-2615、U-2616、U-2617、U-2618、U-2619、U-2620、U-2621、U-2622、U-2623、U-2624、U-2625、U-2626、U-2627、U-2628、U-2629、U-2630、U-2631、U-2632、U-2633、U-2634、U-2635、U-2636、U-2637、U-2638、U-2639、U-2640、U-2641、U-2642、U-2643
※ キャンセル： U-2644、U-2645、U-2646、U-2647、U-2648、U-2649、U-2650、U-2651、U-2652、U-2653、U-2654、U-2655、U-2656、U-2657、U-2658、U-2659、U-2660、U-2661、U-2662、U-2663、U-2664、U-2665、U-2666、U-2667、U-2668、U-2669、U-2670、U-2671、U-2672、U-2673、U-2674、U-2675、U-2676、U-2677、U-2678、U-2679、U-2680、U-2681、U-2682、U-2683、U-2684、U-2685、U-2686、U-2687、U-2688、U-2689、U-2690、U-2691、U-2692、U-2693、U-2694、U-2695、U-2696、U-2697、U-2698、U-2699、U-2700、U-2701、U-2702、U-2703、U-2704、U-2705、U-2706、U-2707、U-2708、U-2709、U-2710、U-2711、U-2712、U-2713、U-2714、U-2715、U-2716、U-2717、U-2718、U-2719、U-2720、U-2721、U-2722、U-2723、U-2724、U-2725、U-2726、U-2727、U-2728、U-2729、U-2730、U-2731、U-2732、U-2733、U-2734、U-2735、U-2736、U-2737、U-2738、U-2739、U-2740、U-2741、U-2742、U-2743、U-2744、U-2745、U-2746、U-2747、U-2748、U-2749、U-2750、U-2751、U-2752、U-2753、U-2754、U-2755、U-2756、U-2757、U-2758、U-2759、U-2760、U-2761、U-2762
※ 建造中に爆撃を受けて喪失：
U-3042、U-3043
※ 艤装中に爆撃を受けて喪失：
U-3045、U-3046
※ 建造未着手： U-3089、U-3090、U-3091、U-3092、U-3093、U-3094、U-3095、U-3096、U-3097、U-3098、U-3099、U-3100、U-3101、U-3102、U-3103、U-3104、U-3105、U-3106、U-3107、U-3108、U-3109、U-3110、U-3111、U-3112、U-3113、U-3114、U-3115、U-3116、U-3117、U-3118、U-3119、U-3120、U-3121、U-3122、U-3123、U-3124、U-3125、U-3126、U-3127、U-3128、U-3129、U-3130、U-3131、U-3132、U-3133、U-3134、U-3135、U-3136、U-3137、U-3138、U-3139、U-3140、U-3141、U-3142、U-3143、U-3144、U-3145、U-3146、U-3147、U-3148、U-3149、U-3150、U-3151、U-3152、U-3153、U-3154、U-3155、U-3156、U-3157、U-3158、U-3159、U-3160、U-3161、U-3162、U-3163、U-3164、U-3165、U-3166、U-3167、U-3168、U-3169、U-3170、U-3171、U-3172、U-3173、U-3174、U-3175、U-3176、U-3177、U-3178、U-3179、U-3180、U-3181、U-3182、U-3183、U-3184、U-3185、U-3186、U-3187、U-3188、U-3189、U-3190、U-3191、U-3192、U-3193、U-3194、U-3195、U-3196、U-3197、U-3198、U-3199、U-3200、U-3201、U-3202、U-3203、U-3204、U-3205、U-3206、U-3207、U-3208、U-3209、U-3210、U-3211、U-3212、U-3213、U-3214、U-3215、U-3216、U-3217、U-3218、U-3219、U-3220、U-3221、U-3222、U-3223、U-3224、U-3225、U-3226、U-3227、U-3228、U-3229、U-3230、U-3231、U-3232、U-3233、U-3234、U-3235、U-3236、U-3237、U-3238、U-3239、U-3240、U-3241、U-3242、U-3243、U-3244、U-3245、U-3246、U-3247、U-3248、U-3249、U-3250、U-3251、U-3252、U-3253、U-3254、U-3255、U-3256、U-3257、U-3258、U-3259、U-3260、U-3261、U-3262、U-3263、U-3264、U-3265、U-3266、U-3267、U-3268、U-3269、U-3270、U-3271、U-3272、U-3273、U-3274、U-3275、U-3276、U-3277、U-3278、U-3279、U-3280、U-3281、U-3282、U-3283、U-3284、U-3285、U-3286、U-3287、U-3288、U-3289、U-3290、U-3291、U-3292、U-3293、U-3294、U-3295
※ 未契約：U-3296、U-3297、U-3298、U-3299、U-3300、U-3301、U-3302、U-3303、U-3304、U-3305、U-3306、U-3307、U-3308、U-3309、U-3310、U-3311、U-3312、U-3313、U-3314、U-3315、U-3316、U-3317、U-3318、U-3319、U-3320、U-3321、U-3322、U-3323、U-3324、U-3325、U-3326、U-3327、U-3328、U-3329、U-3330、U-3331、U-3332、U-3333、U-3334、U-3335、U-3336、U-3337、U-3338、U-3339、U-3340、U-3341、U-3342、U-3343、U-3334、U-3345、U-3346、U-3347、U-3348、U-3349、U-3350、U-3351、U-3352、U-3353、U-3354、U-3355、U-3356、U-3357、U-3358、U-3359、U-3360、U-3361、U-3362、U-3363、U-3364、U-3365、U-3366、U-3367、U-3368、U-3369、U-3370、U-3371、U-3372、U-3373、U-3374、U-3375、U-3376、U-3377、U-3378、U-3379、U-3380、U-3381、U-3382、U-3383、U-3384、U-3385、U-3386、U-3387、U-3388、U-3389、U-3390、U-3391、U-3392、U-3393、U-3394、U-3395、U-3396、U-3397、U-3398、U-3399、U-3400、U-3401、U-3402、U-3403、U-3404、U-3405、U-3406、U-3407、U-3408、U-3409、U-3410、U-3411、U-3412、U-3413、U-3414、U-3415、U-3416、U-3417、U-3418、U-3419、U-3420、U-3421、U-3422、U-3423、U-3424、U-3425、U-3426、U-3427、U-3428、U-3429、U-3430、U-3431、U-3432、U-3433、U-3434、U-3435、U-3436、U-3437、U-3438、U-3439、U-3440、U-3441、U-3442、U-3443、U-3444、U-3445、U-3446、U-3447、U-3448、U-3449、U-3450、U-3451、U-3452、U-3453、U-3454、U-3455、U-3456、U-3457、U-3458、U-3459、U-3460、U-3461、U-3462、U-3463、U-3464、U-3465、U-3466、U-3467、U-3468、U-3469、U-3470、U-3471、U-3472、U-3473、U-3474、U-3475、U-3476、U-3477、U-3478、U-3479、U-3480、U-3481、U-3482、U-3483、U-3484、U-3485、U-3486、U-3487、U-3488、U-3489、U-3490、U-3491、U-3492、U-3493、U-3494、U-3495、U-3496、U-3497、U-3498、U-3499、U-3500
※ 発注延期：
U-3572、U-3573、U-3574、U-3575、U-3576、U-3577、U-3578、U-3579、U-3580、U-3581、U-3582、U-3583、U-3584、U-3585、U-3586、U-3587、U-3588、U-3589、U-3590、U-3591、U-3592、U-3593、U-3594、U-3595、U-3596、U-3597、U-3598、U-3599、U-3600、U-3601、U-3602、U-3603、U-3604、U-3605、U-3606、U-3607、U-3608、U-3609、U-3610、U-3611、U-3612、U-3613、U-3614、U-3615、U-3616、U-3617、U-3618、U-3619、U-3620、U-3621、U-3622、U-3623、U-3624、U-3625、U-3626、U-3627、U-3628、U-3629、U-3630、U-3631、U-3632、U-3633、U-3634、U-3635、U-3636、U-3637、U-3638、U-3639、U-3640、U-3641、U-3642、U-3643、U-3644、U-3645、U-3646、U-3647、U-3648、U-3649、U-3650、U-3651、U-3652、U-3653、U-3654、U-3655、U-3656、U-3657、U-3658、U-3659、U-3660、U-3661、U-3662、U-3663、U-3664、U-3665、U-3666、U-3667、U-3668、U-3669、U-3670、U-3671、U-3672、U-3673、U-3674、U-3675、U-3676、U-3677、U-3678、U-3679、U-3680、U-3681、U-3682、U-3683、U-3684、U-3685、U-3686、U-3687、U-3688、U-3689、U-3690、U-3691、U-3692、U-3693、U-3694、U-3695、U-3696、U-3697、U-3698、U-3699、U-3700、U-3701、U-3702、U-3703、U-3704、U-3705、U-3706、U-3707、U-3708、U-3709、U-3710、U-3711、U-3712、U-3713、U-3714、U-3715、U-3716、U-3717、U-3718、U-3719、U-3720、U-3721、U-3722、U-3723、U-3724、U-3725、U-3726、U-3727、U-3728、U-3729、U-3730、U-3731、U-3732、U-3733、U-3734、U-3735、U-3736、U-3737、U-3738、U-3739、U-3740、U-3741、U-3742、U-3743、U-3744、U-3745、U-3746、U-3747、U-3748、U-3749、U-3750、U-3751、U-3752、U-3753、U-3754、U-3755、U-3756、U-3757、U-3758、U-3759、U-3760、U-3761、U-3762、U-3763、U-3764、U-3765、U-3766、U-3767、U-3768、U-3769、U-3770、U-3771、U-3772、U-3773、U-3774、U-3775、U-3776、U-3777、U-3778、U-3779、U-3780、U-3781、U-3782、U-3783、U-3784、U-3785、U-3786、U-3787、U-3788、U-3789、U-3790、U-3791、U-3792、U-3793、U-3794、U-3795、U-3796、U-3797、U-3798、U-3799、U-3800、U-3801、U-3802、U-3803、U-3804、U-3805、U-3806、U-3807、U-3808、U-3809、U-3810、U-3811、U-3812、U-3813、U-3814、U-3815、U-3816、U-3817、U-3818、U-3819、U-3820、U-3821、U-3822、U-3823、U-3824、U-3825、U-3826、U-3827、U-3828、U-3829、U-3830、U-3831、U-3832、U-3833、U-3834、U-3835、U-3836、U-3837、U-3838、U-3839、U-3840、U-3841、U-3842、U-3843、U-3844、U-3845、U-3846、U-3847、U-3848、U-3849、U-3850、U-3851、U-3852、U-3853、U-3854、U-3855、U-3856、U-3857、U-3858、U-3859、U-3860、U-3861、U-3862、U-3863、U-3864、U-3865、U-3866、U-3867、U-3868、U-3869、U-3870、U-3871、U-3872、U-3873、U-3874、U-3875、U-3876、U-3877、U-3878、U-3879、U-3880、U-3881、U-3882、U-3883、U-3884、U-3885、U-3886、U-3887、U-3888、U-3889、U-3890、U-3891、U-3892、U-3893、U-3894、U-3895、U-3896、U-3897、U-3898、U-3899、U-3900、U-3901、U-3902、U-3903、U-3904、U-3905、U-3906、U-3907、U-3908、U-3909、U-3910、U-3911、U-3912、U-3913、U-3914、U-3915、U-3916、U-3917、U-3918、U-3919、U-3920、U-3921、U-3922、U-3923、U-3924、U-3925、U-3926、U-3927、U-3928、U-3929、U-3930、U-3931、U-3932、U-3933、U-3934、U-3935、U-3936、U-3937、U-3938、U-3939、U-3940、U-3941、U-3942、U-3943、U-3944、U-3945、U-3946、U-3947、U-3948、U-3949、U-3950、U-3951、U-3952、U-3953、U-3954、U-3955、U-3956、U-3957、U-3958、U-3959、U-3960、U-3961、U-3962、U-3963、U-3964、U-3965、U-3966、U-3967、U-3968、U-3969、U-3970、U-3971、U-3972、U-3973、U-3974、U-3975、U-3976、U-3977、U-3978、U-3979、U-3980、U-3981、U-3982、U-3983、U-3984、U-3985、U-3986、U-3987、U-3988、U-3989、U-3990、U-3991、U-3992、U-3993、U-3994、U-3995、U-3996、U-3997、U-3998、U-3999、U-4000
- Ⅲ型Uボート - 機雷敷設型・未成
- ⅢA型Uボート - 機雷敷設並びに小型魚雷艇2隻搭載型・未成
- Ⅳ型Uボート - 補給並びに工作型・未成
- Ⅴ型Uボート - 実験用・1隻 V-80
- Ⅵ型Uボート - 18隻未成　U-1243、U-1244、U-1245、U-1246、U-1265、U-1266、U-1267、U-1268、U-1287、U-1288、U-1289、U-6443、U-6444、U-6445、U-6446、U-6447、U-6448、U-6449
- ⅦE型Uボート - 未成
- Ⅷ型Uボート - 未成
- XXⅡ型Uボート - 未成
- ⅩⅢ型Uボート - 沿岸用・未成
- XⅤ型Uボート - 5000トン級輸送用・未成
- XⅥ型Uボート - 3000トン級輸送用・未成
- ⅩⅧ型Uボート - 攻撃型・2隻未成　U-796、U-797
- XⅨ型Uボート - 非武装大型輸送用・18隻未成　U-1269、U-1270、U-1271、U-1272、U-1273、U-1274、U-1275、U-1276、U-1277、U-1278、U-1279、U-1280、U-1281、U-1282、U-1283、U-1284、U-1285、U-1286
- XX型Uボート - 輸送用・30隻未成　U-1701、U-1702、U-1703、U-1704、U-1705、U-1706、U-1707、U-1708、U-1709、U-1710、U-1711、U-1712、U-1713、U-1714、U-1715、U-1716、U-1717、U-1718、U-1719、U-1720、U-1721、U-1722、U-1723、U-1724、U-1725、U-1726、U-1727、U-1728、U-1729、U-1730
- XXⅡ型Uボート - 沿岸用・72隻未成
- U-1153、U-1154、U-1155、U-1156、U-1157、U-1158、U-1159、U-1160、U-1161、U-1162、U-1163、U-1164、U-1165、U-1166、U-1167、U-1168、U-1169、U-1170、U-1171、U-1172、U-1173、U-1174、U-1175、U-1176、U-1177、U-1178、U-1179、U-1180、U-1181、U-1182、U-1183、U-1184、U-1185、U-1186、U-1187、U-1188、U-1189、U-1190、U-1191、U-1192、U-1193、U-1194、U-1195、U-1196、U-1197、U-1198、U-1199、U-1200、U-1201、U-1202、U-1203、U-1204、U-1205、U-1206、U-1207、U-1208、U-1209、U-1210、U-1211、U-1212、U-1213、U-1214、U-1215、U-1216、U-1217、U-1218、U-1219、U-1220、U-1221、U-1222、U-1223、U-1224
- XXⅣ型Uボート - 大型・18隻未成　U-1225、U-1226、U-1227、U-1228、U-1229、U-1230、U-1231、U-1232、U-1233、U-1234、U-1235、U-1236、U-1237、U-1238、U-1239、U-1240、U-1241、U-1242
- XXⅤ型Uボート - 沿岸用・18隻未成　U-1247、U-1248、U-1249、U-1250、U-1251、U-1252、U-1253、U-1254、U-1255、U-1256、U-1257、U-1258、U-1259、U1260、U-1261、U-1262、U-1263、U-1264
- XXⅥ型Uボート - 100隻未成　U-4501、U-4502、U-4503、U-4504、U-4505、U-4506、U-4507、U-4508、U-4509、U-4510、U-4511、U-4512、U-4513、U-4514、U-4515、U-4516、U-4517、U-4518、U-4519、U-4520、U-4521、U-4522、U-4523、U-4524、U-4525、U-4526、U-4527、U-4528、U-4529、U-4530、U-4531、U-4532、U-4533、U-4534、U-4535、U-4536、U-4537、U-4538、U-4539、U-4540、U-4541、U-4542、U-4543、U-4544、U-4545、U-4546、U-4547、U-4548、U-4549、U-4550、U-4551、U-4552、U-4553、U-4554、U-4555、U-4556、U-4557、U-4558、U-4559、U-4560、U-4561~
- XXIII型Uボート - 980隻(61隻竣工、919隻未成)
  - U-2321、U-2322、U-2323、U-2324、U-2325、U-2326、U-2327、U-2328、U-2329、U-2330、U-2331、
  - U-2332、U-2333、U-2334、U-2335、U-2336、U-2337、U-2338、U-2339、U-2340、U-2341、U-2342、U-2343、U-2344、U-2345、U-2346、U-2347、U-2348、U-2349、U-2350、U-2351、U-2352、U-2353、U-2354、U-2355、U-2356、U-2357、U-2358、U-2359、U-2360、U-2361、U-2362、U-2363、U-2364、U-2365、U-2366、U-2367、U-2368、U-2369、U-2371、U-2372、U-2373、U-2374、U-2375、U-2376、U-2377、U-2378、U-2379、U-2380、U-2381、U-2382、U-2383、U-2384、U-2385、U-2386、U-2387、U-2388、U-2389、U-2390、U-2391、U-2392、U-2393、U-2394、U-2395、U-2396、U-2397、U-2398、U-2399、U-2400
  - U-2401、U-2402、U-2403、U-2404、U-2405、U-2406、U-2407、U-2408、U-2409、U-2410、U-2411、U-2412、U-2413、U-2414、U-2415、U-2416、U-2417、U-2418、U-2419、U-2420、U-2421、U-2422、U-2423、U-2424、U-2425、U-2426、U-2427、U-2428、U-2429、U-2430
  - U-2431、U-2432、U-2433、U-2434、U-2435、U-2436、U-2437、U-2438、U-2439、U-2440、U-2441、U-2442、U-2443、U-2434、U-2445
  - U-2446、U-2447、U-2448、U-2449、U-2450、U-2451、U-2452、U-2453、U-2454、U-2455、U-2456、U-2457、U-2458、U-2459、U-2460
  - U-2461、U-2462、U-2463、U-2464、U-2465、U-2466、U-2467、U-2468、U-2469、U-2470、U-2471、U-2472、U-2473、U-2474、U-2475、U-2476、U-2477、U-2478、U-2479、U-2480、U-2481、U-2482、U-2483、U-2484、U-2485、U-2486、U-2487、U-2488、U-2489、U-2490、U-2491、U-2492、U-2493、U-2494、U-2495、U-2496、U-2497、U-2498、U-2499、U-2500
  - U-4001、U-4002、U-4003、U-4004、U-4005、U-4006、U-4007、U-4008、U-4009、U-4010、U-4011、U-4012、U-4013、U-4014、U-4015、U-4016、U-4017、U-4018、U-4019、U-4020、U-4021、U-4022、U-4023、U-4024、U-4025、U-4026、U-4027、U-4028、U-4029、U-4030、U-4031、U-4032、U-4033、U-4034、U-4035、U-4036、U-4037、U-4038、U-4039、U-4040、U-4041、U-4041、U-4042、U-4043、U-4044、U-4045、U-4046、U-4047、U-4048、U-4049、U-4050、U-4051、U-4052、U-4053、U-4054、U-4055、U-4056、U-4057、U-4058、U-4059、U-4060、U-4061、U-4062、U-4063、U-4064、U-4065、U-4066、U-4067、U-4068、U-4069、U-4070、U-4071、U-4072、U-4073、U-4074、U-4075、U-4076、U-4077、U-4078、U-4079、U-4080、U-4081、U-4082、U-4083、U-4084、U-4085、U-4086、U-4087、U-4088、U-4089、U-4090、U-4091、U-4092、U-4093、U-4094、U-4095、U-4096、U-4097、U-4098、U-4099、U-4100、U-4101、U-4102、U-4103、U-4104、U-4105、U-4106、U-4107、U-4108、U-4109、U-4110、U-4111、U-4112、U-4113、U-4114、U-4115、U-4116、U-4117、U-4118、U-4119、U-4120、U-4121、U-4122、U-4123、U-4124、U-4125、U-4126、U-4127、U-4128、U-4129、U-4130、U-4131、U-4132、U-4133、U-4134、U-4135、U-4136、U-4137、U-4138、U-4139、U-4140、U-4141、U-4142、U-4143、U-4144、U-4145、U-4146、U-4147、U-4148、U-4149、U-4150、U-4151、U-4152、U-4153、U-4154、U-4155、U-4156、U-4157、U-4158、U-4159、U-4160、U-4161、U-4162、U-4163、U-4164、U-4165、U-4166、U-4167、U-4168、U-4169、U-4170、U-4171、U-4172、U-4173、U-4174、U-4175、U-4176、U-4177、U-4178、U-4179、U-4180、U-4181、U-4182、U-4183、U-4184、U-4185、U-4186、U-4187、U-4188、U-4189、U-4190、U-4191、U-4192、U-4193、U-4194、U-4195、U-4196、U-4197、U-4198、U-4199、U-4200、U-4201、U-4202、U-4203、U-4204、U-4205、U-4206、U-4207、U-4208、U-4209、U-4210、U-4211、U-4212、U-4213、U-4214、U-4215、U-4216、U-4217、U-4218、U-4219、U-4220、U-4221、U-4222、U-4223、U-4224、U-4225、U-4226、U-4227、U-4228、U-4229、U-4230、U-4231、U-4232、U-4233、U-4234、U-4235、U-4246、U-4237、U-4238、U-4239、U-4240、U-4241、U-4242、U-4243、U-4344、U-4245、U-4246、U-4247、U-4248、U-4249、U-4250、U-4251、U-4252、U-4253、U-4254、U-4255、U-4256、U-4257、U-4258、U-4259、U-4260、U-4261、U-4262、U-4263、U-4264、U-4265、U-4266、U-4267、U-4268、U-4269、U-4270、U-4271、U-4272、U-4273、U-4274、U-4275、U-4276、U-4277、U-4278、U-4279、U-4280、U-4281、U-4282、U-4283、U-4284、U-4285、U-4286、U-4287、U-4288、U-4289、U-4290、U-4291、U-4292、U-4293、U-4294、U-4295、U-4296、U-4297、U-4298、U-4299、U-4300、U-4301、U-4302、U-4303、U-4304、U-4305、U-4306、U-4307、U-4308、U-4309、U-4310、U-4311、U-4312、U-4313、U-4314、U-4315、U-4316、U-4317、U-4318、U-4319、U-4320、U-4321、U-4322、U-4323、U-4324、U-4325、U-4326、U-4327、U-4228、U-4329、U-4330、U-4331、U-4332、U-4333、U-4334、U-4335、U-4336、U-4336、U-4338、U-4339、U-4340、U-4341、U-4342、U-4343、U-4344、U-4345、U-4346、U-4347、U-4348、U-4349、U-4350、U-4351、U-4352、U-4353、U-4354、U-4355、U-4356、U-4357、U-4358、U-4359、U-4360、U-4361、U-4362、U-4363、U-4364、U-4365、U-4366、U-4367、U-4368、U-4369、U-4370、U-4371、U-4372、U-4373、U-4374、U-4375、U-4376、U-4377、U-4378、U-4379、U-4380、U-4381、U-4382、U-4383、U-4384、U-4385、U-4386、U-4387、U-4388、U-4389、U-4390、U-4391、U-4392、U-4393、U-4394、U-4395、U-4396、U-4397、U-4398、U-4399、U-4400、U-4401、U-4402、U-4403、U-4404、U-4405、U-4406、U-4407、U-4408、U-4409、U-4410、U-4411、U-4412、U-4413、U-4414、U-4415、U-4416、U-4417、U-4418、U-4419、U-4420、U-4421、U-4422、U-4423、U-4424、U-4425、U-4426、U-4427、U-4428、U-4429、U-4430、U-4431、U-4432、U-4433、U-4434、U-4435、U-4436、U-4437、U-4438、U-4439、U-4440、U-4441、U-4442、U-4443、U-4444、U-4445、U-4446、U-4447、U-4448、U-4449、U-4450、U-4451、U-4452、U-4453、U-4454、U-4455、U-4456、U-4457、U-4458、U-4459、U-4460、U-4461、U-4462、U-4463、U-4464、U-4465、U-4466、U-4467、U-4468、U-4469、U-4470、U-4471、U-4472、U-4473、U-4474、U-4475、U-4476、U-4477、U-4478、U-4479、U-4480、U-4481、U-4482、U-4483、U-4484、U-4485、U-4486、U-4487、U-4488、U-4489、U-4490、U-4491、U-4492、U-4493、U-4494、U-4495、U-4496、U-4497、U-4498、U-4499、U-4500
  - U-4701、U-4702、U-4703、U-4704、U-4705、U-4706、U-4707、U-4708、U-4709、U-4710、U-4711、U-4712、U-4713、U-4714、U-4715、U-4716、U-4717、U-4718、U-4719、U-4720、U-4721、U-4722、U-4723、U-4724、U-4725、U-4726、U-4727、U-4728、U-4729、U-4730、U-4731、U-4732、U-4733、U-4734、U-4735、U-4736、U-4737、U-4738、U-4739、U-4740、U-4741、U-4742、U-4743、U-4744、U-4745、U-4746、U-4747、U-4748、U-4749、U-4750、U-4752、U-4752、U-4753、U-4754、U-4755、U-4756、U-4757、U-4758、U-4759、U-4760、U-4761、U-4762、U-4763、U-4764、U-4765、U-4766、U-4767、U-4768、U-4769、U-4770、U-4771、U-4772、U-4773、U-4774、U-4775、U-4776、U-4777、U-4778、U-4779、U-4780、U-4781、U-4782、U-4783、U-4784、U-4785、U-4786、U-4787、U-4788、U-4789、U-4790、U-4791、U-4792、U-4793、U-4794、U-4795、U-4796、U-4797、U-4798、U-4799、U-4800、U-4801、U-4802、U-4803、U-4804、U-4805、U-4806、U-4807、U-4808、U-4809、U-4810、U-4811、U-4812、U-4813、U-4814、U-4815、U-4816、U-4817、U-4818、U-4819、U-4820、U-4821、U-4822、U-4823、U-4824、U-4825、U-4826、U-4827、U-4828、U-4829、U-4830、U-4831、U-4832、U-4833、U-4834、U-4835、U-4836、U-4837、U-4838、U-4839、U-4840、U-4841、U-4842、U-4843、U-4844、U-4845、U-4846、U-4847、U-4848、U-4849、U-4850、U-4851、U-4852、U-4853、U-4854、U-4855、U-4856、U-4857、U-4858、U-4859、U-4860、U-4861、U-4862、U-4863、U-4864、U-4865、U-4866、U-4867、U-4868、U-4869、U-4870、U-4871、U-4872、U-4873、U-4874、U-4875、U-4876、U-4877、U-4878、U-4879、U-4880、U-4881、U-4882、U-4883、U-4884、U-4885、U-4886、U-4887、U-4888、U-4889、U-4889、U-4890、U-4891、U-4892、U-4893、U-4894、U-4895、U-4896、U-4897、U-4898、U-4899、U-4900、U-4901、U-4902、U-4903、U-4904、U-4905、U-4906、U-4907、U-4908、U-4909、U-4910、U-4911、U-4912、U-4913、U-4914、U-4915、U-4916、U-4917、U-4918、U-4919、U-4920、U-4921、U-4922、U-4923、U-4924、U-4925、U-4926、U-4927、U-4928、U-4929、U-4930、U-4931、U-4932、U-4933、U-4934、U-4935、U-4936、U-4937、U-4938、U-4939、U-4940、U-4941、U-4942、U-4943、U-4944、U-4945、U-4946、U-4947、U-4948、U-4949、U-4950、U-4951、U-4952、U-4953、U-4954、U-4955、U-4956、U-4957、U-4958、U-4959、U-4960、U-4961、U-4962、U-4963、U-4964、U-4965、U-4966、U-4967、U-4968、U-4969、U-4970、U-4971、U-4972、U-4973、U-4974、U-4975、U-4976、U-4977、U-4978、U-4979、U-4980、U-4981、U-4982、U-4983、U-4984、U-4985、U-4986、U-4987、U-4988、U-4989、U-4990、U-4991、U-4992、U-4993、U-4994、U-4995、U-4996、U-4997、U-4998、U-4999、
  - U-5000

鹵獲潜水艦
- 2,100トン級潜水艦 - UB
- 1,400トン級輸送潜水艦 - UTI-22、UTI-25
- 1,300トン級潜水艦 - UA、UTI-24
- 1,200トン級潜水艦 - UD-3、UD-4、UD-5
- 1,100トン級潜水艦 - UF-1、UF-2、UF-3
- 1,000トン級潜水艦 - UC-1、UC-2、UTI-19
- 750トン級潜水艦 - UD-2
- 430トン級潜水艦 - UD-1
- 40トン級潜行艇 - UTI-26

第二次世界大戦後の潜水艦
- 201型潜水艦 - S180、S181、S182、S183
- 202型潜水艦 - S172ハンス・テッヘル、S173フリードリヒ・シュラー
- 205型潜水艦 - S180、S181、S183、S184、S185、S186、S187、S188、S189、S190、S191
- 206型潜水艦 - S192、S193、S194、S195、S196、S197、S198、S199、S170、S171、S172、S173、S174、S175、S176、S177、S178、S179
- 212A型潜水艦 - U-31（S-181）[1]、U-32（S-182）[1]、U-33（S-183）[1]、U-34（S-184）[1]、U-35（S-185）[1]、U-36（S-186）[1]

#### 特殊潜航艇
- XXVII型Uボート
  - XXVIIAヘヒト - 53隻
  - XXVIIBゼーフント - 285隻
    - U-5501、U-5502、U-5503、U-5504、U-5505、U-5506、U-5507、U-5508、U-5509、U-5510、U-5511、U-5512、U-5513、U-5514、U-5515、U-5516、U-5517、U-5518、U-5519、U-5520、U-5521、U-5522、U-5523、U-5524、U-5525、U-5526、U-5527、U-5528、U-5529、U-5530、U-5531、U-5532、U-5533、U-5534、U-5535、U-5536、U-5537、U-5538、U-5539、U-5540、U-5541、U-5542、U-5543、U-5544、U-5545、U-5546、U-5547、U-5548、U-5549、U-5550、U-5551、U-5552、U-5553、U-5554、U-5555、U-5556、U-5557、U-5558、U-5559、U-5560、U-5561、U-5562、U-5563、U-5564、U-5565、U-5566、U-5567、U-5568、U-5569、U-5570、U-5571、U-5572、U-5573、U-5574、U-5575、U-5576、U-5577、U-5578、U-5579、U-5580、U-5581、U-5582、U-5583、U-5584、U-5585、U-5586、U-5587、U-5588、U-5589、U-5590、U-5591、U-5592、U-5593、U-5594、U-5595、U-5596、U-5597、U-5598、U-5599、U-5600、U-5601、U-5602、U-5603、U-5604、U-5605、U-5606、U-5607、U-5608、U-5609、U-5610、U-5611、U-5612、U-5613、U-5614、U-5615、U-5616、U-5617、U-5618、U-5619、U-5620、U-5621、U-5622、U-5623、U-5624、U-5625、U-5626、U-5627、U-5628、U-5629、U-5630、U-5631、U-5632、U-5633、U-5634、U-5635、U-5636、U-5637、U-5638、U-5639、U-5640、U-5641、U-5642、U-5643、U-5644、U-5645、U-5646、U-5647、U-5648、U-5649、U-5650、U-5651、U-5652、U-5653、U-5654、U-5655、U-5656、U-5657、U-5658、U-5659、U-5660、U-5661、U-5662、U-5663、U-5664、U-5665、U-5666、U-5667、U-5668、U-5669、U-5670、U-5671、U-5672、U-5673、U-5674、U-5675、U-5676、U-5677、U-5678、U-5679、U-5680、U-5681、U-5682、U-5683、U-5684、U-5685、U-5686、U-5687、U-5688、U-5689、U-5690、U-5691、U-5692、U-5693、U-5694、U-5695、U-5696、U-5697、U-5698、U-5699、U-5700、U-5701、U-5703、U-5704、U-5705、U-5706、U-5707、U-5708、U-5709、U-5710、U-5711、U-5712、U-5713、U-5714、U-5715、U-5716、U-5717、U-5718、U-5719、U-5720、U-5721、U-5722、U-5723、U-5724、U-5725、U-5726、U-5727、U-5728、U-5729、U-5730、U-5731、U-5732、U-5733、U-5734、U-5735、U-5736、U-5737、U-5738、U-5739、U-5740、U-5741、U-5742、U-5743、U-5744、U-5745、U-5746、U-5747、U-5748、U-5749、U-5750、U-5751、U-5752、U-5753、U-5754、U-5755、U-5756、U-5757、U-5758、U-5759、U-5760、U-5761、U-5762、U-5763、U-5764、U-5765、U-5766、U-5767、U-5768、U-5769、U-5770、U-5771、U-5772、U-5773、U-5774、U-5775、U-5776、U-5778、U-5779、U-5780、U-5781、U-5782、U-5783、U-5784、U-5785、U-5786、U-5787、U-5788、U-5789、U-5790、U-5791、U-5792、U-5793、U-5794、U-5795、U-5796、U-5797、U-5798、U-5799、U-5800、U-5801、U-5802、U-5803、U-5804、U-5805、U-5806、U-5807、U-5808、U-5809、U-5810、U-5811、U-5812、U-5813、U-5814、U-5815、U-5816、U-5817、U-5818、U-5819、U-5820、U-5821、U-5822、U-5823、U-5824、U-5825、U-5826、U-5827、U-5828、U-5829、U-5830、U-5831、U-5832、U-5833、U-5834、U-5835、U-5836、U-5837、U-5838、U-5839、U-5840、U-5841、U-5842、U-5843、U-5844、U-5845、U-5846、U-5847、U-5848、U-5849、U-5850、U-5851、U-5852、U-5853、U-5854、U-5855、U-5856、U-5857、U-5858、U-5859、U-5860、U-5861、U-5862、U-5863、U-5864、U-5865、U-5866、U-5867、U-5868、U-5869、U-5870、U-5871、U-5872、U-5873、U-5874、U-5875、U-5876、U-5877、U-5878、U-5879、U-5880、U-5881、U-5882、U-5883、U-5884、U-5885、U-5886、U-5887、U-5888、U-5889、U-5890、U-5891、U-5892、U-5893、U-5894、U-5895、U-5896、U-5897、U-5898、U-5899、U-5900、U-5901、U-5902、U-5903、U-5904、U-5905、U-5906、U-5907、U-5908、U-5909、U-5910、U-5911、U-5912、U-5913、U-5914、U-5915、U-5916、U-5917、U-5918、U-5919、U-5920、U-5921、U-5922、U-5923、U-5924、U-5925、U-5926、U-5927、U-5928、U-5929、U-5930、U-5931、U-5932、U-5933、U-5934、U-5935、U-5936、U-5937、U-5938、U-5939、U-5940、U-5941、U-5942、U-5943、U-5944、U-5945、U-5946、U-5947、U-5948、U-5949、U-5950、U-5951、U-5952、U-5953、U-5954、U-5955、U-5956、U-5957、U-5958、U-5959、U-5960、U-5961、U-5962、U-5963~U-6442
- ネガー - 200隻
- マーダー - 300隻
- モルヒ - 393隻

### 機雷戦艦艇
- 掃海母艦
  - 5,600トン級掃海母艦 - MRS12
  - 5,000トン級掃海母艦 - MRS11
  - 2,800トン級掃海母艦 - SG23
  - 1,400トン級掃海母艦 - MRS3
- Rボート曳船
  - 500トン級Rボート曳船 - フォン・デア・グローベン※元、M1916型掃海艇「M107」
- Rボート
  - R1型掃海艇 - 16隻 R1、R2、R3、R4、R5、R6、R7、R8、R9、R10、R11、R12、R13、R14、R15、R16
  - R17型掃海艇 - 4隻 R17、R18、R19、R20
  - R21型掃海艇 - 4隻 R21、R22、R23、R24
  - R25型掃海艇 - 15隻 R25、R26、R27、R28、R29、R30、R31、R32、R33、R34、R35、R36、R37、R38、R39、R40
- Mボート
- M1916年型掃海艇 - 合計119隻(31隻建造中止、残りは改装されて第2次世界大戦に復帰)
  - 大戦前に除籍：M57、M58、T-33(元、M59)、M62、M63、M64、M65、M67、M68、M69、M70、M71、M73、M74、M76、M78、M83、M86、M87、M88、M91、M92、M93、M94、M95、M96、M97、M99、M100、M101、M103、M105、M106、M112、M114、M116、M118、M119、M121、M125、M131、M137、M139、M140、M144、M147、M151、M152、M158、M161
  - 建造中止:M123、M124、M127、M128、M141、M142、M143、M148、M149、M150、M153、M154、M155、M156、M159、M160、M162、M163、M164、M165、M166、M167、M168、M169、M170、M171、M172、M173、M174、M175、M176

- 570トン級掃海艇 - M129オットー・ブラウン、M133ラウル、M135テンダーヘラ、M136テンダーハヴェル、M138ネッテルベック
- 560トン級掃海艇 - M533、フォン・デア・リッペ
- 500トン級掃海艇 - M60ヒル、M61、M85、M89、M98、M102、M104、M110、M111、M117、M122、M126、M132、M134ユンキンゲン、M157、M145、M507、M513、M515、M528、M535、M538、M550、M566、M582、M3600、M3800

- M1935年型掃海艇 - 24隻 M1、M2、M3、M4、M5、M6、M7、M8、M9、M10、M11、M12、M13、M14、M15、M16、M17、M18、M19、M20、M21、M22、M23、M24
- M1938年型掃海艇 - 12隻 M25、M26、M27、M28、M29、M30、M31、M32、M33、M34、M35、M36
- M1939年型掃海艇 - 33隻 M37、M38、M39、M81、M82、M83、M84、M85、M101、M102、M103、M104、M131、M132、M133、M151、M152、M153、M154、M155、M156、M201、M202、M203、M204、M205、M206、M251、M252、M253、M254、M255、M256
- M1940年型掃海艇 - 240隻(内127隻は未就役)　M261、M262、M263、M264、M265、M266、M267、M268、M269、M270、M271、M272、M273、M274、M275、M276、M277、M278、M279、M280、M281、M282、M283、M284、M285、M286、M287、M288、M289、M290、M291、M292、M293、M294、M295、M296、M297、M298、M299、M300、M301、M302、M303、M304、M305、M306、M207、M308、M309、M310、M311、M312、M313、M314、M315、M316、M317、M318、M319、M320、M321、M322、M323、M324、M325、M326、M327、M328、M329、M340、M341、M342、M343、M344、M355、M356、M357、M358、M359、M360、M361、M362、M363、M364、M365、M366、M367、M368、M369、M370、M371、M372、M373、M374、M375、M376、M377、M378、M379、M380、M381、M382、M383、M384、M385、M386、M387、M388、M389、M390、M391、M392、M393、M394、M395、M396、M397、M398、M399、M400、M401、M402、M403、M404、M405、M406、M407、M408、M409、M410、M411、M412、M413、M414、M415、M416、M417、M418、M419、M420、M421、M422、M423、M424、M425、M426、M427、M428、M429、M430、M431、M432、M433、M434、M435、M436、M437、M438、M439、M440、M441、M442、M443、M444、M445、M446、M447、M448、M449、M450、M451、M452、M453、M454、M455、M456、M457、M458、M459、M460、M461、M462、M463、M464、M465、M466、M467、M468、M469、M470、M471、M472、M473、M474、M475、M476、M477、M478、M479、M480、M481、M482、M483、M484、M485、M486、M487、M488、M489、M490、M491、M492、M493、M494、M495、M496、M497、M498、M499、M500、M501
- M1943年型掃海艇 - 49隻(内32隻は未就役) M601、M602、M603、M604、M605、M606、M607、M608、M609、M610、M611、M612、M613、M614、M615、M161、M617、M618、M619、M620、M621、M622、M623、M624、M625、M626、M627、M628、M629、M630、M631、M632、M633、M801、M802、M803、M804、M805、M806、M807、M808、M809、M810、M811、M812、M813、M814、M815、M816

- 徴用掃海艇
  - 1,700トン級掃海艇 - MRS4
  - 1,000トン級掃海艇 - V109
  - 660トン級掃海艇 - M553
  - 630トン級掃海艇 - M509、M526、M529、M3800ミノガ(※元、M1916型掃海艇M130)、M4450
  - 560トン級掃海艇 - M515、M538
  - 540トン級掃海艇 - M507フォン・デア・グローベン
  - 510トン級掃海艇 - M528
  - 400トン級掃海艇 - UJ1709
  - 200トン級掃海艇 - オクシビア
  - 170トン級掃海艇 - UJ116クサンテン
  - 120トン級掃海艇 - トレス・オンブレス
  - 80トン級掃海艇 - NK02ドラゴン

西ドイツ海軍及び統一ドイツ海軍の掃海艇
- リンダウ級掃海艇 (Lindau-Klasse) - 18隻　リンダウ、ゲッティンゲン、コブレンツ、ウェッラー、テュービンゲン、シュレスヴィヒ、パーダーボルン、ヴァイルハイム、クックスハーフェン、デューレン、マールブルク、コンスタンス、ヴォルフスブルク、ウルム、フレンスブルク、ミンデン、フルダ、フェルクリンゲン
- ハーメルン級掃海艇 (Hameln-Klasse) - 10隻 ハーメルン、ペグニッツ、オーバープファルツ(元、アウエルバッハ)、エンスドルフ、ユーバーヘルン、パッサウ、ラーボエ、ジークブルク、ヘルテン、フルダ
- フランケンタール級機雷掃討艇 (Frankenthal-Klasse) -12隻　フルダ、ヴァイルハイム、ロットワイラー、ウィロー、ズルツバッハ＝ローゼンベルク、バート・ベベンセン、グレミッツ、ディリンゲン、フランケンタール、バートラッペナウ、ダッテラウ、ホンブルク
- クルムバッハ級機雷掃討艇 (Kulmbach-Klasse) - 5隻 クルムバッハ、ディリンゲン、フランケンタール、バートラッペナウ、ダッテルテン
- エンスドルフ級掃海艇 (Ensdorf-Klasse) - 7隻　フォンブルク、ヴァイルハイムⅡ、ヴァイデン、ロットヴァイル、ズルツバッハ(後にローゼンバーグ)、バート・ヘヴェンセン、グレーミッツ

東ドイツ海軍の掃海艇
- R 218型掃海艇（旧ナチス・ドイツ海軍 (Kriegsmarine) の掃海艇） - 6隻　R1　R2　R3　R4　R5　R6
- シュヴァルベ級掃海艇 - 36隻　アウエ、ツヴィッカウ、フライベルク、ゼンフテンベルク、フォルスト、ヴァーレン、マイセン、ゲルリッツ、カーメンツ、プレンツラウ、アイゼナハ、ゴータ、イェーナ、グライツ、ペスネック、アイスレーベン、ケーテン、ツァイツ、ボルナ、ヴルツェン、トルガウ、カルベ、シュテンダール、ブルク、ヴァイスヴァッサー/オーバーラウジッツ、ヴァイマール、アンクラム、ルッケンヴァルデ、ブランデンブルク、ナウェン、ギュストロー、シュテルンベルク、ハーゲノー、イルメナウ、マイニンゲン、ゾンネベルク
- ハビクト級掃海艇（Habicht-Klasse） - 12隻
- クラーケ級掃海艇 (Krake-Klasse) - 10隻
- コンドル級掃海艇 (Kondor-Klasse) - 21隻
- コンドル-II級掃海艇 (Kondor-II-Klasse) - 30隻+特殊用途型2隻

機雷原啓開船
- 初期型機雷原啓開船 - SB2、SB6、SB8、SB10(全て第1次世界大戦で戦没)
- 7000トン級機雷原啓開船 - SB12、SB10、SB14、SB7
- 6000トン級機雷原啓開船 - SB5、SB6、SB2
- 5000トン級機雷原啓開船 - SB5、SB6、SB22、SB23
- 4000トン級機雷原啓開船 - SB11、SB25、SB27
- 3000トン級機雷原啓開船 - SB1、SB26、SB36
- 2000トン級機雷原啓開船 - SB21
- 1000トン級機雷原啓開船 - SB33、SB131、SB132、SB133、SB157、SB160、SB161、SB162、SB163、SB164、SB165、SB167、SB168、SB169、SB170、SB171、SB173、SB174、SB176、SB178、SB181
- 900トン級機雷原啓開船 - SB134、SB136、SB137、SB139、SB191、SB204
- 800トン級機雷原啓開船 - SB102、SB192、SB193、SB201、SB203
- 700トン級機雷原啓開船 - SB133、SB150
- 600トン級機雷原啓開船 - SB202
- 500トン級機雷原啓開船 - SB149、SB183、SB184
- 400トン級機雷原啓開船 - SB141、SB142、SB143、SB146、SB147
- 300トン級機雷原啓開船 - SB144

### 哨戒艦艇

#### Sボート母艦
第二次大戦中に就役したSボートは、航続距離が通常の軍艦と比べて短いため専用の母艦（de:Schnellbootbegleitschiff）が建造された。
- - 3,700トン級Sボート母艦 - グスタフ・ナハティガル（Gustav Nachtigal）
  - 3,600トン級Sボート母艦 - アドルフ・リューデリッツ（Adolf Lüderitz）、 カール・ペータース（Carl Peters）
  - 3,200トン級Sボート母艦 - ロマーニア（Romania）
  - 3,100トン級Sボート母艦 - ヘルマン・フォン・ヴィスマン（Hermann von Wißmann）
  - 2,600トン級Sボート母艦 - タンガ（Tanga）
  - 2,400トン級Sボート母艦 - ツィンタウ（Tsingtau）
  - 2,000トン級Sボート母艦 - ブエア（Buea）
  - 1,500トン級Sボート母艦 - サンフィリップ
  - 1,100トン級Sボート母艦 - コング・グドロー
  - 1,000トン級Sボート母艦 - エストニア（Estonia）
  - 950トン級Sボート母艦 - ヘルネサンド
  - 850トン級Sボート母艦 - ノルトゼー（Nordsee）
  - 徴用Sボート母艦 - ブエア

#### 哨戒艦艇
水雷艇
- 1923型水雷艇 - 6隻[54] メーヴェ[17]、グライフ[17]、ゼーアドラー[17]、アルバトロス[17]、コンドル[17]、ファルケ[17]
- 1924型水雷艇 - 6隻[55] ヴォルフ[17]、 イルティス[17]、ヤグアル[17]、レオパルト[17]、ルクス[17]、ティーガー[17]
- T1型水雷艇  - 12隻[56] T1[17]、T2[17]、T3[17]、T4[17]、T5[17]、T6[17]、T7[17]、T8[17]、T9[17]、T10[17]、T11[17]、T12[17]
- T13型水雷艇 - 9隻[56] T13[17]、T14[17]、T15[17]、T16[17]、T17[17]、T18[17]、T19[17]、T20[17]、T21[17]
- T22型水雷艇 - 15隻[57] T22[17]、T23[17]、T24[17]、T25[17]、T26[17]、T27[17]、T28[17]、T29[17]、T30[17]、T31[17]、T32[17]、T33[17]、T34[17]、T35[17]、T36[17]
- T37型水雷艇 - 0隻（14隻未成）T37、T38、T39、T40、T41、T42、T43、T44、T45、T46、T47、T48、T49、T50、T51
- T52型水雷艇（英語: Type_44_torpedo_boat） - 0隻（9隻未成）T52、T53、T54、T55、T56、T57、T58、T58、T59、T60
- T61型水雷艇 - 0隻（24隻未成）T61、T62、T63、T64、T65、T66、T67、T68、T69、T70、T71、T72、T73、T74、T75、T76、T77、T78、T79、T80、T81、T82、T83、T84

鹵獲水雷艇
- ティーガー級水雷艇（旧ノルウェー海軍スレイプニル級駆逐艦） - 4隻[17] ティーガー[17]、パンター[17]、レオパルト[17]、レーヴェ[17]
- TA1、TA2、TA3、TA4、TA5、TA6(旧フランス海軍ル・フィエール級水雷艇。建造中に鹵獲されたが全艦未成。)
- TA7、TA8(旧ノルウェー海軍スレイプニル級駆逐艦の拡大改良型で完成を目指したが現地作業員の怠業により全艦未成。)
- TA9級水雷艇（旧フランス海軍ラ・メルポメーヌ級水雷艇） - 5隻[17] TA9[17]、TA10[17]、TA11[17]、TA12[17]、TA13[17]
- TA14[17]（旧イタリア海軍トゥルビネ級駆逐艦トゥルビネ）
- TA15[17]（旧イタリア海軍クィンティノ・セラ級駆逐艦フランチェスコ・クリスピ）
- TA16級水雷艇（旧イタリア海軍クルタトーネ級駆逐艦） - 2隻[17] TA16[17]、TA19[17]
- TA17級水雷艇（旧イタリア艦） - 2隻[17] TA17[17]、TA18[17]
- TA20[17]（旧イタリア海軍駆逐艦アウダーチェ）
- TA21[17]（旧イタリア海軍水雷艇インシディオーソ）
- TA22級水雷艇（旧イタリア海軍ロソリーノ・ピロ級水雷艇） - 2隻[17] TA22[17]、TA35[17]
- TA23級水雷艇（旧イタリア海軍チクローネ級水雷艇） - 3隻[17] TA23[17]、TA25[17]、TA26[17]
- TA24級水雷艇（旧イタリア海軍アリエテ級水雷艇） - 15[17]隻 TA24[17]、TA27[17]、TA28[17]、TA29[17]、TA30[17]、TA36[17]、TA37[17]、TA38[17]、TA39[17]、TA40[17]、TA41[17]、TA42[17]、TA45[17]、TA46[17]、TA47[17]
- TA31[17]（旧イタリア海軍フレッチア級駆逐艦ダルド）
- TA32[17]（旧イタリア海軍艦プレムダ）
- TA33、TA34(旧イタリア海軍ソルダティ級駆逐艦を鹵獲したが全艦未成。)
- TA43[17]（旧イタリア海軍艦セベニーコ）
- TA44[17]（旧イタリア海軍ナヴィガトーリ級駆逐艦アントニオ・ピガフェッタ）
- TA48[17]（旧ユーゴスラビア海軍250トン型魚雷艇T3）
- TA49[17]（旧イタリア艦）

第二次世界大戦の駆潜艇
- 1,100トン級駆潜艇 - UJ-2210
- 910トン級駆潜艇 - UJ2229-SG15
- 400トン級駆潜艇 - ヨッヘン
- 390トン級駆潜艇 - 3隻:FI.J 26ネッテルベック、UJ172フリードリヒ・フォン・シュタイン、FI.J 25ヨルク
- 100トン級駆潜艇 - アドミラル・デインハルト、バルテ、ブラント、NH01、NH03、NM16

西ドイツ海軍の駆潜艇
- テティス級駆潜艇 (Thetis-Klasse)

東ドイツ海軍の駆潜艇
- SO-1（201M型）駆潜艇 (SO-1-Klasse) - 12隻
- ハイ級（12.4型）駆潜艇 (Hai-Klasse) - 12隻+試作艇2隻

#### 警備・護衛艦艇
砲艦
- 800トン級砲艦 - 1隻:グラーフ・フォン・ゲッツェン(第一次世界大戦のみに投入)
- イルティス級 - 6隻 - イルティス、パンター、ヤグアル、ルクス、エーベル(第一次世界大戦のみに投入
- 400トン級砲艦 - 1隻:フォルヴェルツ(Vorwärts)(第一次世界大戦のみに投入)

- 2,200トン級砲艦 - K4アルテベルデ(第二次世界大戦に投入)
- PA級 - 4隻（元、イギリスのフラワー級コルベット） - PA1、PA2、PA3、PA4
- 2,500トン級植民地砲艦 (構想のみ) - 6隻:K5、K6、K7、K8、K9、K10、K11

- 1938年型砲艦 - 4隻未成:K1、K2、K3、K4
- 1941年型対潜砲艦 - 91隻未成:K12、K13、K14、K15、K16、K17、K18、K19、K20、K21、K22、K23、K24、K25、K26、K27、K28、K29、K30、K31、K32、K33、K34、K35、K36、K37、K38、K39、K40、K41、K42、K43、K44、K45、K46、K47、K48、K49、K50、K51、K52、K53、K54、K55、K56、K57、K58、K59、K60、K61、K62、K63、K64、K65、K66、K67、K68、K69、K70、K71、K72、K73、K74、K75、K76、K77、K78、K79、K80、K81、K82、K83、K84、K85、K86、K87、K88、K89、K90、K91、K92、K93、K94、K95、K96、K97、K98、K99、K100、K101、K102、K103、K104、K105、K106、K107、K108、K109、K110、K111、K112
- 2,400トン級補助砲艦 - ノルトリヒト（英語版）　※アシカ作戦向けの改装
- 2,100トン級補助砲艦 - メッシーナ　※アシカ作戦向けの改装
- 1,600トン級補助砲艦 - テレジア・LM・ラス（英語版）　※アシカ作戦向けの改装
- 1,500トン級軽砲艦 - メテオ
- 1,100トン級補助砲艦 - ルナ　※アシカ作戦向けの改装
- 800トン級補助砲艦 - ズィルト　※アシカ作戦向けの改装
- 990トン級軽砲艦 - ポルックス　※元、砕氷艦・難民輸送にも活用
- 770トン級軽砲艦 - クラウス・フォン・ベバーン
- 700トン級軽砲艦 - アギル
- 680トン級軽砲艦 - NA6（ドイツ語版）
- 660トン級軽砲艦 - T196※難民の避難にも活用
- 650トン級軽砲艦 - T139プファイル、T151、T155、T156、T190、T185
- 600トン級軽砲艦 - セネターシュレーダー
- 590トン級軽砲艦 - M509、M566、M584、アルコナ※元、M1916年型掃海艇
- 570トン級軽砲艦 - トロール
- 560トン級軽砲艦 - M546
- 480トン級軽砲艦 - M550ブロミー
- 390トン級軽砲艦 - フライヘル・フォン・シュタイン
- 290トン級軽砲艦 - ゴー、ティル　※元、ノルウェー海軍の艦艇
- 260トン級軽砲艦 - ノー、ヴァーレ、ヴィダール
- 180トン級軽砲艦 - オクシビエ

護衛艦
ドイツ海軍は、1930年代から船団護衛を目的とした護衛艦を建造して駆逐艦の負荷を減少させていたが途中から鹵獲した艦艇が宛がわれた。
- - SG級護衛艦 - 4隻:SG1、SG2、SG3、SG4　※元、フランス海軍のサン・スーシ級水上機母艦を改装
  - 9,000トン級護衛艦 - ウォルタ　※元、Z船
  - 4,800トン級護衛艦 - SG19
  - 4,600トン級護衛艦 - SG11　
  - 3,700トン級護衛艦 - SG10
  - 1,900トン級護衛艦 - エイスバー（ドイツ語版）
  - 910トン級護衛艦 - 2隻:SG14
  - 900トン級護衛艦 - SG21、SG22
  - 890トン級護衛艦 - SG16、SG17、SG20-TA7
  - 850トン級護衛艦 - SG25
  - 750トン級護衛艦 - レーヴェ、パンター
  - 590トン級護衛艦 - ヴィルサイティス※元、掃海艇
  - 260トン級護衛艦 - VS205ハイ(難民輸送に活用)
  - F1型護衛艦 - 10隻[58] - F1（※艦隊母艦に艦種変更、1943年にリーベル→1944年にヤークトと艦名変更[58]）[17]、F2[17]、F3（※艦隊母艦に艦種変更、ハイに艦名変更[58]）[17]、F4[17]、F5[17]、F6（※艦隊母艦に艦種変更、ケーニギン・ルイゼに艦名変更[58]）[17]、F7[17]、F8[17]、F9[17]、F10[17]
  - 1941型護衛艦  - 24隻(全艦未成) G1、G2、G3、G4、G5、G6、G7、G8、G9、G10、G11、G12、G13、G14、G15、G16、G17、G18、G19、G20、G21、G22、G23、G24

スループ
- K級 - 3隻:K1、K2、K3(第二次世界大戦に投入)
- 570トン級蒸気供給艦 - トロール　※元、駆逐艦　スループとしても活用

対空艦
第二次世界大戦において、ドイツ軍は艦隊の防空能力を強化するために開戦後に第1次世界大戦で使われた旧式艦や連合国より鹵獲した艦艇を再整備し対空艦(Flakträger)として艦隊や基地に配備した。鹵獲した艦艇の一部は名前が変更された。
- 10000トン級防空艦 - 1隻:シュヴィレヒ・ホルスタイン(元、戦艦)
- 5000トン級防空艦 - 1隻:アリアドネ(元、海防戦艦)
- 4000トン級防空艦 - 2隻:ウンディーネ(元、海防戦艦)、ニオベ(元、防護巡洋艦)
- 3000トン級防空艦 - 2隻:テーティス、ニンフェ、アドラー(元、海防戦艦)
- 2000トン級防空艦 - 3隻:アルコナ(元、軽巡洋艦)、メデューサ(元、軽巡洋艦)、マルス(元、貨物船)
- 1000トン級防空艦 - 1隻:バーバラ(元、掃海艦)
- 700トン級防空艦 - 2隻:FIJ 25ヨルク(元、巡視船)、FIJ 26ネッテルベック(元、巡視船)
- 500トン級防空艦 - 1隻:FB20ペリカン(元、機雷処理船)
- 300トン級防空艦 - 3隻:FIJ24ヴィーキングⅥ、グロメン、ローゲン(元、機雷敷設艦)
- 100トン級防空艦 - 2隻:ライハー(元、魚雷艇)、クリスチャン・デア・クローゼ(試験艦)

#### 高速戦闘艇
Sボート
- S-1型:1隻(試作モデルで実戦に投入されず、スペインへ売却) - S-1
- S-2型:4隻(訓練後、スペインへ売却) - S-2、S-3、S-4、S-5
- S-6型:1隻(試作モデル、スペインへ売却) - S-6
- S-7型:3隻(輸出型で中華民国に売却) - S-7、S-8、S-9
- S-7型:4隻 - S-10、S-11、S-12、S-13
- S-14型:4隻 - S-14、S-15、S-16、S-17
- S-18型:8隻 - S-18、S-19、S-20、S-21、S-22、S-23、S-24、S-25
- S-26型:4隻 - S-26、S-27、S-28、S-29
- S-30型:16隻 - S-30、S-31、S-32、S-33、S-34、S-35、S-36、S-37、S-54、S-55、S-56、S-57、S-58、S-59、S-60、S-61
- S-38型:58隻 - S-38、S-39、S-40、S-41、S-42、S-43、S-44、S-45、S-46、S-47、S-48、S-49、S-50、S-51、S-52、S-53、S-62、S-63、S-64、S-65、S-66、S-67、S-68、S-69、S-70、S-71、S-72、S-73、S-74、S-75、S-76、S-77、S-78、S-79、S-80、S-81、S-82、S-83、S-84、S-85、S-86、S-87、S-88、S-89、S-90、S-91、S-92、S-93、S-94、S-95、S-96、S-97、S-98、S-99、S-161、S-162、S-163、S-164
- S-38b型:40隻:S-141、S-142、S-143、S-144、S-145、S-146、S-147、S-148、S-149、S-150、S-151、S-152、S-153、S-154、S-155、S-156、S-157、S-158、S-159、S-160、S-165、S-166、S-167、S-168、S-169、S-170、S-171、S-172、S-173、S-174、S-175、S-176、S-177、S-178、S-179、S-180、S-181、S-182、S-183、S-184
- S-100型:41隻:S-100、S-101、S-102、S-103、S-104、S-105、S-106、S-107、S-108、S-109、S-110、S-111、S-112、S-113、S-114、S-115、S-116、S-117、S-118、S-119、S-120、S-121、S-122、S-123、S-124、S-125、S-126、S-127、S-128、S-129、S-130、S-131、S-132、S-133、S-134、S-135、S-136、S-137、S-138、S-139、S-140
- S-151型 - ８隻:S-141、S-142、S-143、S-144、S-145、S-146、S-147、S-148
  - 他、未成Sボート - 259隻
- ヒドラ艇 - 39隻

魚雷艇
TAとつく艦名は鹵獲水雷艇であるが実際には魚雷艇に艦種変更されたものである。
- 第二次大戦時の魚雷艇(Sボート以外)
  - 80トン級魚雷艇 - ストーム
  - 10トン級魚雷艇 - SA12

- 西ドイツ海軍の魚雷艇
  - ジルバーメーヴェ級魚雷艇 - 6隻 ジルバーメーヴェ、シュツルムメーヴェ、ヴィルトシュヴァン、アイスメーヴェ、ラウブメーヴェ、ラウブメーヴェ、ゼーシュワルベ
  - ヤグアル級魚雷艇 - 20隻 ヤグアル、イルティス、ヴォルフ、ルクス、レオパルト、ルーヴェ、フクス、マルダー、ヴァイエ、クラーニヒ、シュトルヒ、ハーヘル、エルスター、ライハー、ドメル、ペンギン、ティーガー、パンター、アルク、ペリカン
  - ゼーアドラー級魚雷艇 - 10隻 ゼーアドラー、アルバトロス、コンドル、グライフ、ファルケ、ガイヤー、ブッサルト、ハブヒト、シュペルバー、コルモラン
  - ツォーベル級魚雷艇 - 10隻 ツォーベル、ヴィーゼル、ダックス、ネルツ、ゲパルト、フレットヒェン、オツェロット、ヘルメリン、プーマ、ヒャーネ
- 東ドイツ海軍の魚雷艇
  - フォルエレ級魚雷艇 (Forelle-Klasse) - 2隻 ザスニッツ、オストゼーバート・ビンツ
  - イルティス級魚雷艇 (Iltis-Klasse) - 30隻+試作艇8隻　XCA-01、XCA-02、XCA-03、XCA-04、XCA-05、XCA-06、XCA-07、XCA-08、CA-1、CA-2、CA-3、CA-4、CA-5、CA-6、CA-7、CA-8、CA-9、CA-10、CA-11、CA-12、CA-13、CA-14、CA-15、CA-16、CA-17、CA-18、CA-19、CA-20、CA-21、CA-22、CA-23、CA-24、CA-25、CA-26、CA-27、CA-28、CA-29、CA-30
  - ヴィーゼル級魚雷艇 (Wiesel-Klasse) - 26隻+試作艇2隻 XMW-01、XMW-02、MW-01、MW-02、MW-03、MW-04、MW-05、MW-06、MW-07、MW-08、MW-09、MW-10、MW-11、MW-12、MW-13、MW-14、MW-15、MW-16、MW-17～MW-26
  - リベレ級魚雷艇 (Libelle-Klasse) - 30隻+試作艇4隻
  - P-6型（183型）魚雷艇 (P-6-Klasse) - 27隻
  - シェルシェン型（206型）魚雷艇 - 18隻　アルトゥル・ベッカー、ハンス・ツォッピ、ベルナルト・ベストライン、エドガー・アンドレ、フリッツ・ヘッケルト、ヴィリ・ベンシュ、ヴァルター・フーゼマン、アーダム・クックホフ、ヴィルヘルム・フローリン、エルンスト・グルーベ、ルードルフ・ブライチャイト、フリッツ・ベーン、エルンスト・シュネラー、アントン・ゼフコフ、フィーテ・シュルツェ、アルヴィト・ハルナック、ブルーノ・キューン、ハインツ・カペレ

ミサイル艇
- 西ドイツ海軍及び統一ドイツ海軍のミサイル艇
  - ティーガー級ミサイル艇 - 20隻 ティーガー、イルティス、ルクス、マルダー、レオパルト、フクス、ヤグアル、ルーヴェ、ヴォルフ、パンター、ハーフェル、シュトルヒ、ペリカン、エルスター、アルク、ドメル、ヴァイエ、ペンギン、ライハー、クラーニヒ、
  - アルバトロス級ミサイル艇 - 10隻 アルバトロス、ファルケ、ガイヤー、ブッサルト、シュペルパー、グライフ、コンドル、ゼーアドラー、ハグヒト、コルモラン
  - ゲパルト級ミサイル艇 - 10隻 ゲパルト、プーマ、ヘルメリーン、ネルツ、ツォーベル、フレットヒェン、ダクス、オーツェロット、ヴィーゼル、ヒエーネ
- 東ドイツ海軍のミサイル艇
  - オーサI型ミサイル艇 - 15隻　FT-1、FT-2、FT-3、FT-4、FT-5、FT-6、FT-7、FT-8、FT-9、FT-10、FT-11、FT-12、FT-13、FT-14、FT-15
  - ザスニッツ級ミサイル艇 - 3隻　ノイシュトレーリッツ、オストゼーバート・ゼーリン、バート・デューベン

### 上陸用舟艇
- マリーネフェーアプラーム(Marinefährprahm)（略称MFP) - 合計700隻
  - A1型 - 10隻
  - AD型 - 100隻
  - MZ型 - 105隻(20隻未成)
  - AF型 - 100隻
  - AT型 - 100隻
  - KF型 - 147隻
  - AFP - 48隻
- シーベル・フェリー - 合計240隻(160隻未成)
  - シーベル・フェリー40型 - 50隻
  - シーベル・フェリー41型 - 50隻
  - シーベル・フェリー43型 - 50隻
  - シーベル・フェリー44型 - 50隻
- 790トン級上陸用舟艇 - アディジェ
- ピラボ級上陸用舟艇 - 合計372隻
  - ピラボ39型 - 50隻
  - ピラボ40型 - 50隻
  - ピラボ41型 - 100隻
  - ピラポ43型 - 100隻
  - ピラポ45型 - 72隻

### 補助艦艇

#### 補給艦艇
補給艦
- 補給艦
  - ディトマルシェン級給油艦 - 5隻　ディトマルシェン、アルトマルク、ノルトマルク、フランケン、エルムランド
  - タンガ級補給艦 - 6隻:タンガ、バガモヨ、ダルエスサラーム、キルワ、アブシリ、タボラ
  - ザームラント級給油艦 - 1隻　ザームラント
  - 6,100トン級補給艦 - ドゥアラ
  - リューネブルク級補給艦 - 8隻　リューネブルク、ニーンブルク、オッフェンブルク、コーブルク、グリュックスブルク、ザールブルク、メーアスブルク、フライブルク
  - ヴェスターヴァルト級給兵艦 - 2隻　ヴェスターヴァルト、オーデンヴァルト
  - ベルリン級補給艦 - 3隻　ベルリン、フランクフルト・アイ・マイン、ボン
- 補給タンカー
  - 16,000トン級補給タンカー - エルムラント、バビトンガ、モンズン、ベルヒェン、アドリア
  - 15,000トン級補給タンカー - ヴィネトワ、プレイリー、ウェーザー、ソーン、コーブルク
  - 14,000トン級補給タンカー - アンネリーゼ・エッセベルガー、シュピーチェルン、デュキューサ、シェルトシュタット、クロスフォン
  - 13,000トン級補給タンカー - フリードリヒ・ブレーメ、ピュイトン、ビュンゲルラント、ケルトソノ、ケーリー・ブロウィグ
  - 12,000トン級補給タンカー - ロートリンゲン、ルドルフ・アルブレヒト、イル、ノルトヴァント
  - 11,000トン級補給タンカー - ヤン・ヴェレン（ドイツ語版）
  - 10,000トン級補給タンカー - ノードマーク、エガーランド、レバークーセン、ブルゲンラント、デュイスブルク、ザウアーラント
  - 9,300トン級補給タンカー - シュパイヒャン
  - 8,900トン級補給タンカー - ストールスタッド
  - 8,000トン級補給タンカー - ステディンゲン
  - 7,700トン級補給タンカー - シャーロット・シュリーマン
  - 7,300トン級補給タンカー - クルマーラント
  - 6,900トン級補給タンカー - カリンシア
  - 6,000トン級補給タンカー - カテガット（ドイツ語版）、スカゲラック（ドイツ語版）
  - 2300トン級タンカー - ヘラ
  - 1,000トン級補給タンカー - レッカム
  - 860トン級補給タンカー - ユーロランド
  - 840トン級補給タンカー - セネター
  - 530トン級補給タンカー - ダラード
  - 320トン級補給タンカー - ベルト
  - 300トン級補給タンカー - ムーンサンド
- 潜水艦補給船
  - 12,000トン級潜水補給船 - アテニック
  - 7,200トン級潜水補給船 - コタ・ピナン
  - 3,600トン級潜水補給船 - パイソン
  - 1,000トン級潜水艦補給船 - ベッセル
  - 190トン級潜水艦補給船 - DB 46　※アシカ作戦で戦車輸送船として徴用された。

- 資材補給船
  - 8,900トン級補給船 - エンパイア・ガーデン
  - 8,500トン級補給船 - アルスター
  - 7,800トン級補給船 - ウスクマ
  - 5,900トン級補給船 - サムランド
  - 1,300トン級補給船 - ルガード
  - 7,300トン級補給船 - フリーデリケ
  - 6,900トン級補給船 - ノルドスタン
  - 800トン級補給船 - センジャ

- 給炭船
  - 1,000トン級給炭船 - エルビング(アシカ作戦に石炭船として投入される予定だった)

#### 敷設艦艇
- 急設網艦
  - 1,200トン級急設網艦 - ナイアード
- 機雷敷設艦
  - 5,500トン級機雷敷設艦 - タンネンベルグ、ドッガーバンク
  - 4000トン級機雷敷設艦 - M6062
  - 3000トン級機雷敷設艦 - ブランデンブルグ、キービッツ、リンツ、M6063、ルーマニア、シュヴェリーン(アシカ作戦向け)、オストマルク、ウルム、アルザス
  - 2,900トン級機雷敷設艦 - ポメラニア（ドイツ語版）
  - 2,600トン級機雷敷設艦 - アロマンシュ（ドイツ語版）※未成
  - 2,500トン級機雷敷設艦 - アルザス（ドイツ語版）、プロイセン
  - 2,400トン級機雷敷設艦 - ケーニギン・ルイーゼ（ドイツ語版）、ロレーヌ（ドイツ語版）、ローランド
  - 2,200トン級機雷敷設艦 - ハンザ・ダンツィヒ（ドイツ語版）、SG18グラディアトゥール
  - 2,100トン級機雷敷設艦 - ケーニギン・ルイーゼ、コブラ
  - 1,900トン級機雷敷設艦 - ベルサイユ（ドイツ語版）(アシカ作戦向け)
  - 1,800トン級機雷敷設艦 - VS111（ドイツ語版）、ドラッチェ（ドイツ語版）、ブルマーⅡ、シフ50(元、航空管制艦)
  - 1,700トン級機雷敷設艦 - ハノニア（ドイツ語版）、ニーダーザクセン（ドイツ語版）
  - 1,500トン級機雷敷設艦 - アルバトロスⅡ（英語版）
  - 1,400トン級機雷敷設艦 - オルデンブルク（ドイツ語版）、ガアーデン
  - 1,200トン級機雷敷設艦 - ライン（ドイツ語版）、ラウティング（ドイツ語版）、スカゲラク（ドイツ語版）
  - 1,100トン級機雷敷設艦 - ブルガリア（ドイツ語版）
  - 1,000トン級機雷敷設艦 - ヴァレルンガ（ドイツ語版）、ウェストマルク（ドイツ語版）
  - 850トン級機雷敷設艦 - ユミンダ（ドイツ語版）
  - 700トン級機雷敷設艦 - ファサナ（ドイツ語版）
  - 670トン級機雷敷設艦 - ケルウィーダー（ドイツ語版）※元、M1916型掃海艇「M120」
  - 500トン級機雷敷設艦 - ニンフ　※元、M1916年型掃海艇「M42」
  - 480トン級機雷敷設艦 - AD204（ドイツ語版）
  - 350トン級機雷敷設艦 - カメルーン、 アジュタント、トーゴⅡ
  - 260トン級機雷敷設艦 - ブラゲ
  - 60トン級機雷敷設艦 - FM1、FM2
  - ヴィーザル級機雷敷設艦 - 5隻:ヴィーザル（英語版）、ウル（英語版）、ノア（英語版）、ブラゲ（英語版）、ヴェイル（英語版）
  - ブレムゼ級機雷敷設艦 - 4隻:ブレムゼ、ヴィントフック、オカハンジャ、ドゥアラ
  - トーゴ(機雷敷設艦として運用され、アシカ作戦にも投入予定だった)

#### 支援艦艇
- 戦闘指揮艦
  - 3,400トン級戦闘指揮艦 - グリレ(※もとは機雷敷設艦)
  - 2,600トン級夜間戦闘機指揮艦 - クレタ（ドイツ語版）
  - 2,500トン級戦闘指揮艦 - ヘラ（ドイツ語版）

- 宿泊艦
  - 50,000トン級宿泊艦 - ブレーメン
  - 20,000トン級宿泊艦 - カップ・アルコナ、ハンブルク、バロエラン
  - 18,000トン級宿泊艦 - コンドルセ
  - 17,000トン級宿泊艦 - ポツダム　※難民輸送に活用
  - 16,000トン級宿泊艦 - ボードワンヴィル
  - 13,000トン級宿泊艦 - WWB2ブラム　※フランスより捕獲
  - 12,000トン級宿泊艦 - スタヴァンガーフィヨルド（英語版）、オレウェガー（ドイツ語版）
  - 10,000トン級宿泊艦 - ジェネラル・サンマルティン、ポツダム、モンテパスコール
  - 9,500トン級宿泊艦 - ウベナ（ドイツ語版）※難民の輸送船としても運用。、モンカルム
  - 7,700トン級宿泊艦 - ウサラモ（英語版）
  - 7,200トン級宿泊艦 - ウェガ（ドイツ語版）※難民の輸送船として運用。
  - 6,100トン級宿泊艦 - スワコプムント、ドゥアラ※難民輸送に活用
  - 5,400トン級宿泊艦 - ヴィーナス
  - 5,000トン級宿泊艦 - ブラックウォッチ、ステラポラリス
  - 4,100トン級宿泊艦 - ソフィア
  - 3,200トン級宿泊艦 - ハンブルク※元、防護巡洋艦、ベルリン※元、軽巡洋艦
  - 2,900トン級宿泊艦 - ロフィヨルド（ドイツ語版）、ヘルゴラント
  - 2,600トン級宿泊艦 - アマゾン※元、軽巡洋艦
  - 2,500トン級宿泊艦 - バーバラ
  - 2,400トン級宿泊艦 - バッフル
  - 2,100トン級宿泊艦 - スコーピオン
  - 1,000トン級宿泊艦 - タン
  - 500トン級宿泊艦 - 101Wb（ドイツ語版）、WWB1※元、M1916型掃海艇
  - 490トン級宿泊艦 - ソールランデ
- 観測艦
  - メテオル代艦級観測艦 - 1隻・機雷敷設艦に変更されるも未成
- 工作艦
  - 6,900トン級工作艦 - ワスカラン、カメルーン
- 砕氷艦
  - 14,000トン級砕氷艦 - ヘッセン※元、標的艦でその前は戦艦
  - 5,100トン級砕氷艦 - キャスター
  - 2,900トン級砕氷艦 - 1隻:アイスフォーゲル（英語版）※難民輸送に活用
  - 780トン級砕氷艦 - シュチェチン
  - 630トン級砕氷艦 - ウォール
  - ブエア級砕氷艦 - 10隻:ブエア、バギダ、セベ、ロメ、バリメ、クパンドゥ、アネホ、ヴォルタ、イェンディ、アタクパメ
- 漁業保護艦
  - エルベ級 - 2隻:エルベ、ヴェーザー（ドイツ語版）
- 支援母艦
  - エルベ級支援母艦 - 6隻
- 気象観測船
  - 1,000トン級気象観測船 - エクスターンシュタイネ
  - 600トン級気象観測船 - WBS7-V414ザクセンヴァルト、ラウエンブルク
  - 390トン級気象観測船 - WBS5アドルフ・ヴィネン(元、トロール船)
  - 380トン級気象観測船 - WBS4（ドイツ語版）
  - 370トン級気象観測船 - WBS8（英語版）
  - 340トン級気象観測船 - WBS2（英語版）
  - 300トン級気象観測船 -WBS3-V1112カール・J・ブッシュ（英語版）
  - 200トン級気象観測船 - WBS6（ドイツ語版）
  - 280トン級気象観測船 - WBS1（ドイツ語版）
  - 100トン級気象観測船 - フレンスブルク、WBS11（英語版）
- 病院船
  - 20,000トン級病院船 - ロベルト・ライ、ヴィルヘルム・グストロフ、ドイッチュラント
  - 17,000トン級病院船 - ストラスブール
  - 13,000トン級病院船 - VT/LZ(Ⅱ)（ドイツ語版）
  - 10,000トン級病院船 - モンテローザ、プレトリア(元、貨物船)
  - 9,200トン級病院船 - アクイレイア
  - 5,700トン級病院船 - ウルンディ　※難民輸送に活用
  - 3,500トン級病院船 - テュービンゲン
  - 3,400トン級病院船 - カヴァルナ
  - 3,100トン級病院船 - スリナ
  - 2,400トン級病院船 - マーズ
  - 2,100トン級病院船 - リューゲン（ドイツ語版）
  - 1,800トン級病院船 - グラーツ
  - 1,400トン級病院船 - アドラーⅠ、アドラーⅡ(元、貨物船)
  - 1,200トン級病院船 - シュルシフ・ドイッチュラント（英語版）
  - 1,000トン級病院船 - シュチェチン(元、貨物船)
  - 770トン級病院船 - ボルドー(元、フェリー)
  - 590トン級病院船 - アドラー(元、フェリー。第一次大戦中に運用)
  - 460トン級病院船 - インスブルック

- 雑役船
  - 200トン級軽砲運搬船 - DC05※アシカ作戦で使う予定だった。
  - 7,900トン級揚陸指揮艦 - ズードメール
  - 5,000トン級クレーン船 - タイタン
  - 590トン級航空機回収船 - クラーニヒ※元、掃海艇
  - 590トン級浮きバラック - ピネド※元、掃海艇
  - 590トン級ポンツーン - パイ※元、掃海艇
  - 90トン級通信船 - アルバトロス
  - 170トン級監視艇 - VP-1703
  - 1,700トン級事務船 - アルバート・レオ・シュレジーター
  - 13,000トン級資材運搬船 - 1隻:サンタ・エレナ（Santa Elena）(元は水上機母艦)
  - 1,900トン級実験艦 - カイザー(※元、機雷敷設艦)

#### 警備艦艇
- 警備艦
  - 10,000トン級警備艦 - ユニタス(元、捕鯨船。難民の輸送にも活用)
  - 160トン級警備艦 - NB04マーダー

- 警備艇
  - 670トン級警備艇 - トラフィック
  - 340トン級警備艇 - M3109ハイスターネスト
  - 100トン級警備艇 -  VS216、オルガ

- 巡視船
  - 980トン級巡視船 - PA1、PA2、PA3、PA4、PA5(未成)、PA6(未成)
  - 640トン級巡視船 - X23
  - 120トン級巡視船 - DW44
  - 100トン級巡視船 - NK04キュラシエⅡ

#### 哨戒艦艇
- ズンド級哨戒艦 - V101ズンド(難民輸送に活用)、V206オットー・ブローハン、VS516シュペルバッハシフ、V6112ブラッドマン
- ウィドネス級哨戒艦 - UJ2109ウィドネス
- ヴェーザー級哨戒艦 - V301ヴェーザー、V1419セネターシュレーダー
- ナッター級哨戒艦 - UJ1121ナッター、VP801マックス・ガンデラック
- V201型哨戒艦 - V201ゲブルダー・ケーラー、V202ヘルマン・ボッシュ、V204ツィーテン、V205フランツ・ヴェスターマン、V209ガウライター・テルショウ、V210ハインリッヒ・ヘイ、V211ザイドリッツ、V212フリードリヒ・ブッセ、V303タンネンベルク、V407ドルム、V518オストプロイセン、V1101プロイセン、V1605モーゼル、V6112フリーズ、PG433エルベ(※アシカ作戦に投入予定だった)、M4628チュートニア
- V203型哨戒艦 - V203カール・ローヴァー、V208Rヴァルターダレ、V209ルドルフ・ウォーレンドルフ、V302ブレーメン、V404バーデン、V510ヴェルガンデ、V804スコルペンバンク、V804Xスピカ、V811ヒューゴ・ホーマン、V1507ヴァールⅥ、V1703ユニタスⅣ、V1704ユニタスⅤ、V5903ポーラーフロント、V5717フリッツ・ホーマン、V6512トーゴ
- V1302型哨戒艦 - V1302ジョン・マーン、V304ブレスラウ、V213クラウスボルテン、V105クレモン、V1419ヴィクトワール、V5506ジック、V215オリバ、V5106-NS09シンドバット、UJ1757ヴィーゼント、V1405、NH-05サモア、V5102オッドⅠ
- V216型哨戒艦 - VS216アルタイル、KFK144ラング、KFK185スラローム、Vs250ライバー、DW33シューマッハ、V5519タランチュラ
- 80トン級前哨船 - KFK491ヘルマン・ヴァッテンベルク
- 270トン級警備艇 - V6735ライオン（ドイツ語版）

- 前哨船
  - ローエングリン級前哨船 - 8隻:V101ローエングリン、V5722ホーナック、V102Xハインリヒ・ヴィーガンド、V103Xワンドラーム、V104Xビルカ、V5723モーウェⅡ、V106エイル、V107Xノイス
  - セント・カムエダミアン級前哨船 - 6隻:V7017セント・カムエダミアン、V7018セントクリストフ、V110Xネリッサ、V111Xジュピター、V5903エルスター、V5912ケルン
  - ハインリッヒ・バーマン級前哨船 - 5隻:V203ハインリッヒ・バーマン、V 5511-5512-S16レヴォル、V5511モスキート、V5512タオ・ファルマン、V5513リベル・インレイヴ
  - テュリンゲ級前哨船 - 3隻:V5721テュリンゲ、V5514シェイン・グスタフ、V5515ウラン
  - スピカ級前哨船 - 5隻:V216ヘラ、V222ロスヴァイセ、V223サングリーズル、V224シグルドリーヴァ、V225ヴィーンゴールヴ
  - ブリュンヒルデライン級前哨船 - 5隻:V226ブリュンヒルデライン、V227ヘルフィヨトゥル、V228キノス、V1337-2ヴィクトワール、V5516フラミンゴⅢ
  - ルカール級前哨船 - 4隻:V1338ルカール、V1339ヴォルフガング・ミツキ、 V306フリッツヒンケ、V307ヴュルテンブルク
  - オスカーネイバー級前哨船 - 7隻:V308オスカーネイバー、V310ローズマリー、V311オスドルフ、V312ハンシート、V313アイフェル、V314ハインリッヒ・レーナート、V315シュヴェルトライテ
  - ゲイラヴォル級前哨船 - 8隻:V316ゲイラヴォル、V317ヴェガ、V318スタンチッカ、V319ブランディア、V320コックル、V321メルヴィル、V322アンブレン、V401ノードランド
  - グラン・エプレ級前哨船 - 6隻:V401-2グラン・エプレ、V402ハンスロー、V403ゲルマニア、V405ヒンリッヒ・ウィルヘルムス、V406ヤン・マイエン、V407ザールラント
  - ドルム級前哨船 - 6隻:V407-2ドルム、V408ハルデンバンク、V408-2イオール、V409オーガストベッシュ、V410ゲルマニアツヴァイ、V412ブレーマーハーフェン
  - フェルディナンド・ニーダーマイヤー級前哨船 - 5隻:V413フェルディナンド・ニーダーマイヤー、V414-2コッコロハーフェン、V415ゴットランド、V420アルシオン、V421ローザン
  - カーグロワーズ級前哨船 - 7隻:V422カーグロワーズ、V423ケリヤド、V424カール・J・ブッシュ、V603カルステン、V604フリッツライザー、V605アーサーダンカー、V606ヴィゾーヴニル
  - デュッセルドルフ級前哨船 - 8隻:V607デュッセルドルフ、V620デアフリンガー、V621マーズ、V622アルムス、V623ジュピター、V624ケルン、V625ヨハンシュルテ、V626ルテステリン
  - エステ級前哨船 - 7隻:V701エステ、V702メメル、V703ヘンリーフリック、V704クラウスウィッシュ、V706フリッツライザーツヴァイ、V707アーサーダンカーツヴァイ、V708ピュルギャ
  - バーラ級前哨船 - 8隻:V709バーラ、V710デュッセルドルフツヴァイ、V711プレドール、V712アンブロシア、V713ケムニッツ、V714ライプツィヒ、V714ノイバウ168、V715アルフレッド
  - アルフレッド・リー級前哨船 - 6隻:V716アルフレッド・リー、V717アルフレッド・ロスバッハ、V718ロネスネス、V719ノイバウ240、V720ヘオロットセインツ、V721ノイバウ308
  - パイロット・リー級前哨船 - 6隻:V722パイロット・リー/ⅩⅢ、V723ジャンヌマリー、V724セントドミニク、V725プチポイル、V801バイエルン、V309マーティン・ドナント
  - リチャード・C・クロッグマン級前哨船 - 3隻:V602リチャード・C・クロッグマン、V705カルステン、V801-2イルミンシャイネス
  - マックスガンデラック級前哨船 - 6隻:V7005セント・カシミール、V802サギッタ、V803シュトゥットガルト、V 5717フリッツ・ホーマンⅡ、V805アイランド、V805MFL-8メルクリウス、V627エリーゼ
  - ルドビコ級前哨船 - 9隻:V628ルドビコ、V806シュトゥットガルトⅡ、V807ミカエル、V901スプレッカー、V902サックス、V903マインツ、V904エレンスゲ、V905カール・バーグ、V906シュワルベ
  - カール・バーグ級前哨船 - 7隻:V907シュペッサート、V907-2Nエルブロンク、V908クラウスエベリングⅡ、V909フレンスブルクⅡ、V910ヘルヴォル、V911ヒミングレーヴァ、V912ドゥーヴァ
  - フレン級前哨船 - 8隻:V913フレン、V914ヘヴリング、V915ブローズグハッダ、V 6332ドーロット、V1102グリビツェ、V1102-2リュッツオウ、V1103ノールカップ、V1103-2キリトス
  - キバオルフ級前哨船 - ６隻:V1104キバオルフ、V1104-2クラインシュタイン、V1105ブーゼマン、V1105-2マルクス、V1105-3ヨッヘン・ホーマン、V1106ハインリッヒビューレン
  - ニューファンドランド級前哨船 - 6隻:V1106-2ニューファンドランド、V1107ポートランド、V1108アスナフ、V1109アンタレス、V1109-2シノンフ、V1110ヒューゴ
  - クリスチャン・ウェンディグ級前哨船 - 6隻:V1111クリスチャン・ウェンディグ、V1112ドラッヘ、V1113シュヴェアートフィッシュ、V1114ホルニッセ、V1115マルダー、V1201デュネック
  - クウカベルク級前哨船 - 6隻:V1201-2クウカベルク、V1201-3バルバロッサ、V1202アンジェリーナ、V1202-2フリードリッヒサスマイヤー、V1203アネマリ、V1203-2ツォルンドルフ
  - アーミン級前哨船 - 8隻:V1204アーミン、V1204-2クネルスドルフ、V1205ゲルマニア、V1205-2ラーベンスブルク、V1206マリアリナ、V1206-2ロスバッハ、V1207エミル、V1207-2ギーゼラ
  - ダンガー級前哨船 - 7隻:V1208ダンガー、V1208-2ハインリッヒ・カッペルホフ、V1209ユンゲ、V1209-2コンクェラー、V1210アニタⅢ、V1210-2エルブロンク、V1211メタオスターウィッシュ
  - バーデン級前哨船 - 8隻:V1211-2バーデン、V1212アンナ、V1212-2サタン、V1213ヴァイスフリューゲル、V1214モニカブルク、V1214-2セント・ヨアヒム、V1215ヘニー、V1216マリーヌ
  - フリーダ級前哨船 - 7隻:V1217フリーダ、V1218ユキゲルプ、V1219アユミンスター、V1220ヒヨリマルク、V1221ラジクマール・アルニム、V1222ラジニカーント・カール、V1223ヴェスペ
  - ティーゲル級前哨船 - 6隻:V1224ティーゲル、V1225ヨーゼフ、V1226クリスティーナ・シュラウト、V1227モーガン・ルドルフ、V1228ラビリスタ・ヒッパー、V1229シズル・クロイツ
  - リノホルン級前哨船 - 8隻:V1230リノホルン、V1231トニ、V1232エリーゼ、V1233ラビリンスサヴォイア、V1234コニンギン・エマ、V1235コロンバス、V1236フレボⅢ、V1236-2オーガスタ
  - ノートルダム・ドデューンズ級前哨船 - 5隻:V1237ノートルダム・ドデューンズ、V1238カルミナツィヒ、V1239ノゾミライヒ、V1240テレーズ、V1241スタンゲンヴァルデ
  - マリー・アンリエット級前哨船 - 5隻:V1242マリー・アンリエット、V1243ホーエンシュタイン、V1244チカマルク、V1245ツムギヒューラー、V1246リトル・フォン・リリカルクト
  - ミミクグラーフ級前哨船 - 7隻:V1247ミミクグラーフ、V1248ミソギエルン、V1249キョウカール、V1250フォレスティエ・ベッセル、V1251ミサトグラーフ、V1252ハツネフト、V1253エッセン
  - ヘルマン・ギャレル級前哨船 - 6隻:V1254ヘルマン・ギャレル、V1255アオイルフ、V1256ハインリッヒ・オネン、V1256-2ディアボロスラント、V1257イリヤマイン、V1258ヨリッヒャー
  - アカリーデル級前哨船 - 7隻:V1259アカリーデル、V1260シノブルク、V1261ミヤコルン、V1262シュヴァイク、V1263カイザーナイツ、V1264ジュンブルク、V1265クリスティアーネ
  - トモアルニム級前哨船 - 7隻:V1266トモアルニム、V1267ベルント・マツリ、V1268サレンニヒ、V1269オクトール、V1270サレンディアドルフ、V1271サレン・ガルスター、V1272シュペルリング
  - アヤネ・デア・マース級前哨船 - 5隻:V1273アヤネ・デア・マース、V1274ヌスバウム・デア・ハインリヒ、V1401エリコン、V1402ナナカ・ガルスター、V1403アンナリーゼ
  - シモーネマリー級前哨船 - 6隻:V1403-2シモーネマリー、V1404ルーセントルフ、V1404-2クリスチャンセシル、V1405リッツェビュッテル、V1406フランクフルト、V1407カーランド
  - ミサキベルケ級前哨船 - 7隻:V1408ミサキベルケ、V1409スズナースホルン、V1409-2リンブルギア、V1410テレサルフ、V1410-2ユニタスⅡ、V1411ローゼタス、V1411-2クロエス
  - チェルシア級前哨船 - 7隻:V1412チエルシア、V1413ドラッヘンズネスト、V1413-2アデランテ、V1414ホマレスク、V1414-2カヤズム、V1415イノリス、V1415-2ニュージェネスト
  - キュードルフ級前哨船 - 6隻:V1416キュードルフ、V1416-2アイリーン、V1417クールラント、V1418パッショナール、V5902レイブ 、V1420ゼーン・シュミット
  - セント・ヨアヒムⅡ級前哨船 - 6隻:V1420-2セント・ヨアヒムⅡ、V1421デルトラII、V1422カリザーシュラウト、V1422-2ミシェルフランソワ、V1423ランファレスト、V1423-2エマヌエラ
  - ミソラヴィンド級前哨船 - 7隻:V1424ミソラヴィンド、V1425アゾールドシュルツ、V1425-2バンデロール、V1426アントワネット、V726アンチファー、V727ゲーランド、V728コーストガード
  - マリーシモーネ級前哨船 - 7隻:V729マリーシモーネ、V730ミシェルフランソワ、V808ラグエル、V808-2エーレンスバーガー、V809シエルリント、V810フォークランド、V5718コーブルク
  - クラウスエベリング級前哨船 - 7隻:V811-2クラウスエベリング、V812アルケミラ、V813オットークロッグマン、V814ゴットランドⅡ、V916ウズ、V917コールガ、V918Xヴェガ
  - ジュリアス・ピッケンパック級前哨船 - 5隻:V919Xジュリアス・ピッケンパック、V920Xヴィルヘルム・フース、V921Xモーウェ、V922Xオルデンブルク、V923Xシュルベック
  - テューリンゲン級前哨船 - 7隻:V1001テューリンゲン、V1001-2シュチェチン、V1002ティリー、V1002-2アルフ・カッペルホフ、V1003ウェル、V1004ヨハンナ、V1004-2アンナ
  - クレモナ級前哨船 - 9隻:V1005クレモナ、V1005-2アマリー、V1006ファルコン、V1007リーファ、V1007-2ブルーム、V1008マリー、V1009ブラウ、V1009-2コーネリア、V1010アレグロ
  - マーサ級前哨船 - 8隻:V1010-2マーサ、V1011フォス、V1011-2リゼ、V1012アンナマリー、V1012-2エリカ、V1013ヘリンリッヒブロン、V1014リチャードオーロッジ、V1014-2キール
  - マヒル・ガルスター級前哨船 - 6隻:V1300マヒル・ガルスター、V1301リマ・シュペー、V 7012クストーザ、V1303シオリ・シェーア、V1304アイゼナハⅡ、V1305ヴッパータール
  - オットークロッグマン級前哨船 - 5隻:V1306オットークロッグマン、V1307シュチェチンⅡ、V1308ブレイドベック、V1309マホ・マース、V1310マルゴット・シュルツ
  - ガズミル級前哨船 - 4隻:V 5507-S10シェヘラザード、V5507ビサム、V1311ガズミル、V1312カーオリデール
  - ウラン級前哨船 - 7隻:V1313ウラン、V1314リンデマン、V1315カールスバーグ、V1316メルクリウス、V1317ヴィルヘルム・ミカエルセン、V1318ハンス・ピッケンパック、V1330アキノゼナウ
  - リンブルギア級前哨船 - 6隻:V1331リンブルギア、V1332ユカリッチェンス、V1333グロース・ミフユ、V1334フォン・デア・タマキ、V1335アデランテ、V1336トワイライト・キャルバラン
  - アイリーン級前哨船 - 8隻:V1337アイリーン、1340デルフト、V1501ヴィーキング7、V5901ブサード、V1503ヴィーキング10、V1504ヴィーキング8、V1505ヴァール8、V1506ヴァール9
  - V1507-2ラウⅠ級前哨船 - 8隻:V1507-2ラウⅠ、V1508ラウⅢ、V1509ラウⅡ、V1510ユニタス6、V1511ラウⅣ、V1511-2ユニタス7、V1512ユニタス8、V1513リンツ
  - ムイミゲルン級前哨船 - 8隻:V1514ムイミゲルン、V1515アメスラフ、V1516ルーアン、V1517ケルドニスII、V1520ユウキルフ、V1521キャルスフ、V1522ドーフィン、V1523デルトラI
  - パトリス級前哨船 - 7隻:V1524パトリス、V1525エグランティン、V1530ペコリシェールマン、V1531コッコロフ、V1532シェフィデン、V1533クレジッタシュタット、V1534カリン・シュレーダー
  - ジータ・シュレーダー級前哨船 - 5隻:V1535ジータ・シュレーダー、V1536アリサ・シュレーダー、V1537ルナ・シュレーダー、V1538アン・シュレーダー、V1539グレア・シュルツ
  - ルゥ・シュルツ級前哨船 - 7隻:V1540ルゥ・シュルツ、V1541ラジラジ・ハイドカンプ、V1548ダイゴスラム、V1549ベルレーベック、V1549-2ネネカラ、V 1601マサリキス、V1601-2リンドルメン
  - ラプロヴァンス級前哨船 - 7隻:V1602ラプロヴァンス、V1603ターミドール、V1604ナッター、V5901フォークランド、V1605-2アルマ、V1606ネビアホルスト、V1606-2ジュリアスフォック
  - ミネルヴァーベータ級前哨船 - 7隻:V 1607ミネルヴァベータ、V1608スールドルフ、V1609オトマールシェン、V1610インスブルック、V1611フォルスト、V1612ゴータ、V1613ジェーン
  - リエボ級前哨船 - 6隻:V1613-2リエボ、V 1614カイザー・デア・インサート、V1614-2ニアランディア、V1615ユースティア・フォン・アスロライヴァ、V1616ピロラ、V1617ゴウシンラウ
  - セレクタリーワン級前哨船 - 6隻:V1620セレクタリーワン、V1621ネア・フライ・シュッツ、V1622エリスルクス、V1623デュスノミア・ベッカー、V1701ユニタス2、V1701-2バーレンフェルト
  - ユニタス・ドライ級前哨船 - 7隻:V1702ユニタス・ドライ、V5719マルコマンニ、V5720ノルマン、V 1705ラウ・エルフ、V1706ラウ・ツヴェルフ、V1707ヴィーキング4、V1708ズート・ドライ
  - ワル・アインス級前哨船 - 5隻:V 1709ワル・アインス、V1710ナッター、V1715コル・フュンフツェーン、V 1716サグ・ノインウントツヴァンツィヒ、V1717ピル・ノインウントツヴァンツィヒ
  - ピル・ゼクスウントズィープツィヒ級前哨船 - 5隻:V1718ピル・ゼクスウントズィープツィヒ、V1801ルトゥール、V1081-2ワンドラームⅡ、V1082オリエント、V1803ギュンター・メノウ
  - エクセレント級前哨船 - 7隻:V1804エクセレント、V1805ルイス・ブランドー、V1806サーミュレット、V1807ワグラム、V1808ドルトムント、V1809ヘンリー・P・ニューマン、V1810コンドル
  - シルト級前哨船 - 7隻:V1811シルト、V1812ファーレ、V1813アドルフ・グリザリカ、V1814リンツ、V1815アーシュナ・マインツ、V1816ドルフィン、V1817エグランティン
  - リチャード・オーロッジ級前哨船 - 7隻:V1901リチャードオーロッジ、V1901-1924オリオン、V1902アムセル、V1903フィンク、V1904スティーグリッツ、V1905イルティス、V1906ガンサー
  - エムデン級前哨船 - 8隻:V1907エムデン、V1908クラニッチ、V1909ブリュンヒルド、V1911ヨハン・ゲオルグ、V1912フォルトゥーナ、V1913レール、V1914アルマII、V1915ジロール
  - ヴェーザー・アインス級前哨船 - 5隻:V1916ヴェーザー・アインス、V5716フランダーン、V1922ニュルンベルク、V1923イーストプロイセン、V1925ユニタス9
  - エルンスト・シュエッケンディック級前哨船 - 5隻:V1926エルンスト・シュエッケンディック、V1927ヨハンウェッセルズ、V2001パスター・パイプ、V2001-2ウラヌス、V2002マドレーヌ・ルイーズ
  - ウラン級前哨船 - 7隻:V2002ウラン、V2003ルードボート7、V2004ルードボート12、V2005シモーネマリー、V2006クリスティーン・セシール、V2007ハノーバー、V2008リッツェビュッテル
  - ニーダーザクセン級前哨船 - 7隻:V2009ニーダーザクセン、V2010フランクフルト、V2011ボルクム、V2012カーランド、V2013イクェイター、V2014カレル、V2015マイトロン
  - サウンドミキサー級前哨船 - 6隻:V2016サウンドミキサー、V2017ナースホルン、V2018フォクトランド、V2019アドルフヒトラー、V2020アレクサンダーベッカー、V2021ニュルンベルク
  - エミール・コールマン級前哨船 - 7隻:V2022エミール・コールマン、V2023カールスバーグ、V5107ストーム、V5107-2コルモラン、V5107-3カルモイ、V5108フェーン、V5108-2キービッツ
  - クラニッチ級前哨船 - 9隻:V5109クラニッチ、V5109-2エーバー、V5110マラブ、V5110-2エルチ、V5111オーディン、V 5112テュール、V 5113ドナー、V5114バルドル、V5115フリージャ
  - ユニタス・アインス級前哨船 - 6隻:V5116ユニタス・アインス、V 5301フラミンゴ、V 5301-5302ライヘル、V 5301ゼートイフル、V 5302-5303クラニッチ、V5302ゼーレーヴェ
  - マラブ級前哨船 - 6隻:V 5303-5306マラブ、V 5303シュトゥルムフォーゲル、V5303-2ゼーベア、V 5304-5307コルモラン、V 5304-5307-2キーベッツ、V 5304ゼーフント
  - シュネプフェ級前哨船 - 6隻:V 5305-5308シュネプフェ、V5305イェーガー、V 5306-5308ブレッヒェンフォーゲル、V5306シュッツェ、V5307フェリックスシェダー、V 5308OBローゲ
  - シーローズ級前哨船 - 7隻:V 5309シーローズ、V5310シーウルフ、V5311ジーオター、V5312ブレッヒェンフォーゲルⅡ、V5313スター23、V5501ブサード、V5501ラテ
  - ヴァッフェントレーガー級前哨船 - 5隻:V 5501-5505-5515ヴァッフェントレーガー、V 5502ユングマン、V 5502-M253モナルヒ、V 5502-5504ザック、V5502ビーバーⅡ
  - モリガン級前哨船 - 8隻:V 5502-KFK1モリガン、V5502ゲルト、V 5503ヘビヒト、V5503カワウソ、V 5504エクス・ハリンヒッヒ、V 5504-S12キュベリエ、V5504マーダーⅢ、V5505アドラーⅢ
  - ヴィーゼル級前哨船 - 6隻:V5505ヴィーゼル、V5506レイブ、V5506フェリックスシェダー、V 5506-KFK332サード、V5507レイナ・フォン・フィーマン、V 5507ガルム・OB・ロジャー
  - エルスター級駆潜強化型前哨船 - 8隻:V5508エルスター、V5508シーローウェⅡ、V5508フレッチェン、V 5509・S14エイダ、V5509マーメル、V 5510-5511・S15クロヴィス、V 5510・S13ファム、V5510マラブ
  - ナッター級弾薬輸送型前哨船 - 7隻:V5517ナッター、V 5518レイハー、V5520アドラー、V5525ロキ・シュルツ、V5531カーリー・ヒーラー、V5701テューリンゲン、V 5702-5706オイペン
  - グラーン級弾薬輸送型前哨船 - 5隻:V5702-2グラーン、V 5703-5705エルサス、V 5703-5704エレナ・ウィスルト、V 5704-5705エンプレス・ヴァルテラント、V5705-2アリシア・キハーノ
  - オストマーク級弾薬輸送型前哨船 - 6隻:V5706オストマーク、V5707ツェーザル、V5711シュタイアーマルク、V5712ケルンテン、V5713カントリー・ズデーテン、V5714チロール
  - ティム・ルドルフ級弾薬輸送型前哨船 - 6隻:V 5715ティム・ルドルフ、V 5902 ポーラーゾンネ、V6107-6110-6111フランケ、V 6108ポーラーメーアⅡ、V6115ヘルゴラント、V6116ウビイ
  - ポーラーフロント級食糧輸送型前哨船 - 7隻:V 5904スペルベル、V 5904ポーラーナクト、V 5905ヘビヒトⅢ、V5905フランク・コッコロ、V5905バランゲル、V5906クレーエ、V5906ノードポール
  - ガイアー級食糧輸送型前哨船 - 7隻:V5907ガイアー、V5907ズュートウィンド、V5908ペナン、V5909コロネル、V 5909ヤン・マイエン、V5910ウェストウィンド、V 5911ガウライター・ボーレ
  - ノールカップ級食糧輸送型前哨船 - 6隻:V5911ノールカップ、V 5912ポーラーシュルテン、V5913ヴィルヘルム・ゾーレ、V 5913ポーラークライス、V5914ヴァルドー、V 5914ポーラーメーア
  - ハインリッヒ・バウムガルテン級食糧輸送型前哨船 - 4隻:V5915ハインリッヒ・バウムガルテン、V5916ヨークⅢ、V5917オトマルシェン、V 6439ケーニギン・デア・フェアギフテン・アプフェル
  - ジェーン級漁船改造前哨船 - 6隻:V5918ジェーン、V 6101ポーラーフクス、V6101ノールカップ・ペコリーヌ、V 6101ガウライター・ボーレⅡ、V6101ワールマート・ツェーン、V6102ケルン
  - ポーラーシュルテン級漁船改造前哨船 - 5隻:V 6102ポーラーシュテルン、V6102ワールマート・エルフ、V6103ノードリヒト、V6104ウィントハック、V6104ウィーン
  - サント・ジャンヌ・ダルク級漁船改造前哨船 - 4隻:V 7002サント・ジャンヌ・ダルク、V6105ホルスタイン、V 6106チャオチョウ、V6106チロル、V 6107ポーラークライス・ツヴァイ
  - ヴィルヘルム・ゾーレⅡ級漁船改造前哨船 - 6隻:V6107ヴィルヘルム・ゾーレⅡ、V6108ヴァルドー、V6109ノードウィンド、V6110ノードキン、V6112フリーズ、V 6316 ヴァール・エルフ
  - マシュレン級漁船改造前哨船 - 7隻:V6111マシュレン、V 6112-6113ゴート、V 6113-6114アレーン、V 6114ダイフェンラント、V 6114-2アイスメーア、V6115サリエ、V6115オストウィンド
  - ドッガーバンク級海水濾過装置搭載型前哨船 - 8隻:V6116ドッガーバンク、V6117ケルスキ、V6118ガリポリ、V 6119オーク、V6301クレブス、V6302ウィダーⅢ、V6303スティア、V6304ウェイジ
  - フラウケ級海水濾過装置搭載型前哨船 - 5隻:V6305フラウケ、V6306オリオン、V 6307Mob -FD2ジュピター、V 6308Mob -FD1ティターン、V 6309Mob -FD3マルス
  - ノールカップⅣ級蒸気精製装置搭載型前哨船 - 6隻:V6310ノールカップⅣ、V6311ポーラーシュテルンⅢ、V 6312ポーラーメーアⅢ、V6313ウェストウィンド、V6314ローウェ、V 6315 ヴァール10
  - ティム・ハンス級無線通信前哨船 - 5隻:V 6321ティム・ハンス、V 6322パーン・ボン、V 6323ルイーサ・シュルツ、V 6324ルードヴィッヒ・グリム、V 6325ルイス・キャロル
  - ウィリアム・シェイクスピア級魚雷輸送型前哨船 - 5隻:V 6326ウィリアム・シェイクスピア、V 6327ヤーコプ・グリム、V6328コルモランⅢ、V 6329 クラーニッヒ、V 6330ヴィルヘルム・グリム
  - シャルル・ペロー級魚雷輸送型前哨船 - 7隻:V 6331シャルル・ペロー、V6401ハーゲン、V6402ハーシング、V6403ヒルデブランド、V6404ミッドラム、V6405ヘルマン、V6406ハンディウス
  - ファルケ級魚雷輸送型前哨船 - 7隻:V6407ファルケ、V6408スケアラック、V6409シンバー、V6411トール、V6412フリッガ、V6413ハンス・アンデルセン、V 6414 シーシュヴァルベ、
  - コンドル級魚雷輸送型前哨船 - 6隻:V 6415 コンドル、V6416アルバトロス、V6417ロキ、V 6421レオナルド・ダ・ヴィンチ、V 6422ドロテア・フィーマン、V 6423マザー・グース
  - ロートケプヒェン級魚雷輸送型前哨船 - 6隻:V 6424ロートケプヒェン、V 6425アリス、V 6426アッシェンブレーデル、V 6427シュネーヴィトヒェン、V 6428ロビンフッド、V 6429ゴリアテ
  - ドン・キホーテ級魚雷輸送型前哨船 - 5隻:V 6430ドン・キホーテ、V 6431ドゥルシネーア、V 6432サンチョ、V 6433フェー・カーオス・ゴッドマザー、V 6434ウーア・カニーンヒェン
  - ジャック・キャル級魚雷輸送型前哨船 - 4隻:V 6435ジャック・キャル、V 6436ラ・ベル、V 6437ジョン・カーオス・ズィルバーン、V 6438ジム・ホーキンズ
  - ツヴェルク級磁気機雷輸送型前哨船 - 3隻:V 6440ツヴェルク、V 6441マギッシャー・シュピーゲル、V 6442ゲルダ
  - カイ級砲弾輸送型前哨船 - 8隻:V 6443カイ、V 6444ディ・シュネーケーニギン、V 6445ゲレート35、V 6446エレファント、V 6447グリーレ、V 6448ヴェルファー、V 6449カール、V 6450アダム
  - サモア級砲弾輸送型前哨船 - 8隻:V6501サモア、V 6502チャオチョウⅡ、V6503スター14、V 6504クラウス・エーベリング、V 6505 ラウ9、V6506トーリン、V6507オトマールシェン、V6508ジェーン
  - ヘビヒト・フンフ級砲弾輸送型前哨船 - 7隻:V 6509 ヘビヒト・フンフ、V6510ツェレ、V6511サリエ、V6513エルスター、V6514クレーエⅡ、V6515ハストI、V 6516・KFK123ドルンベルガー
  - ホイシュレッケ級砲弾輸送型前哨船 - 7隻:V6517ホイシュレッケ、V 6521ケーリアン、V 6522ボルクヴァルト、V 6523グリューヴルム、V 6524レンゲ、V 6525キーラ、V 6526ハインリーケ
  - ザール・ツヴァイ級砲弾輸送型前哨船 - 6隻:V 6527ザール・ツヴァイ、V 6528プリンツェシン、V 6529シュヴァルツグレイル、V 6530リヒテンシュタイン、V 6531ゾマーミーア、V 6532クラインボール
  - スロベニア級爆雷輸送型前哨船 - 6隻:V 6533スロベニア、V 6534ウィーン、V 6535ウンターラント、V6541ドロット、V6601フリードリヒ・ヴィルヘルムズ・フェルデ、V 6602ローター・アドラー
  - レーヴェ級爆雷輸送型前哨船 - 6隻:V6603レーヴェ、V6604チャープリンツ、V6605マーク・グラフ・フォン・ヒンデンブルク、V 6606 ワッペン・フォン・ハンブルク、V6607シャーロット・ソフィー
  - シュタイアーマルク級爆雷輸送型前哨船 - 8隻:V6608シュタイアーマルク、V6609ケルンテン、V6610ズデーテン、V 6611カイザー、V 6612ベローナ、V 6613ヴェヌス、V 6614ラデツキー、V 6615アドリア
  - ドナウ級爆雷輸送型前哨船 - 8隻:V 6616ドナウ、V6617-6617ノヴァーラ、V6621ドロテア、V6622ランメルポット、V6701ロッジ、V6702ウィントハック、V 6703シュヴァルツェンベルク、V6704ダンドーロ
  - エルツヘルツォーク級爆雷輸送型前哨船 - 5隻:V 6705エルツヘルツォーク、V 6706フリードリヒ、V6707ドナウⅡ、V 6708ミネルヴァ、V 6709ディアーナ
  - カロリーナ級負傷者輸送型前哨船 - 8隻:V 6710カロリーナ、V 6711カメーレオン、V 6712フィード、V 6713ブラーヴォ、V 6714ドロメダール、V 6715サイダ、V 6716アレトゥーザ、V 6717アルテメジア
  - モンテクッコリ級歩兵輸送型前哨船 - 8隻:V6719モンテクッコリ、V 6720ポーラ、V 6721ピュラデース、V 6722メーヴェ、V 6723ケルカ、V 6724ナレンタ、V 6725ペリカン、V 6726アウスリーガー
  - グラニッチ級特殊部隊輸送型前哨船 - 7隻:V6729クラニッチ、V 6730ポーラーフックス 、V 6731ドイッチュマスター、V 6732フォイアーシュパイアー、V6733ウィダー、V6734スティア、V6801バイキング
  - フォイア級特殊部隊輸送型前哨船 - 8隻:V6802フォイア、V6803ブルゴーニュ、V6804サックス、V 6805 ギウス、V6806アレマン・キャル、V6807テネドルス、V6808ルギイ・キャル、V 6811ベスビオ
  - モンジベッロ級特殊部隊輸送型前哨船 - 6隻:V 6812モンジベッロ、V 6813フェルモ、V 6814カイゼリン・エリーザベト、V 6815プリンツ・オイゲン・ゼンガー、V 6816ヴォルタ、V7001フランシスシモーネ
  - プチイエス級特殊部隊輸送型前哨船 - 6隻:V7003プチイエス、V7004セント・ジョセフ、V7006セントルイス、V7007サンタ・ルシア、V 6718フサール、V6728コルモラン
  - セント・ラファエル級対艦ミサイル輸送型前哨船 - 4隻:V7008セント・ラファエル、V7009セント・アントニー、V7010クルタトーネ、V7011フォク
  - ルイース・エリーゼ級発電機輸送型前哨船 - 3隻:V7013ルイーズ・エリーゼ、V7014イエスナザレ、V 7022イモビーリエンヘンドラー
  - サント・マドレーヌ級飛行爆弾輸送型前哨船 - 5隻:V 7015サント・マドレーヌ、V 7016ジョセフ・フランソワ、V7019・SG 2ラングザームシュライフェ、V 7020フリュヒテトルテ、V 7021アステロイド

#### 特殊艦艇
- 封鎖突破船
  - 10,000トン級封鎖突破船 - アンネリーゼ・エッスベルガー、ゲルマニア
  - 9000トン級封鎖突破船 - ブラケ、ミュンスターランド、ポートランド、エルベ
  - 8000トン級封鎖突破船 - ベンノ、オーレ・ヤコブ
  - 7000トン級封鎖突破船 - ラムセス、レーゲンスブルク、タンネンフェルス、ホーエンフリートベルク、カルロッテ・シュリーマン、ブルゲンラント、クルメルラント、カリン、クラーラ、ポートラント、シャーロット・シュリーマン
  - 6000トン級封鎖突破船 - オソルノ、グーゼンハイム、ヴェーザーラント、ラコティス、エルムランド、ピエトロ・オルセオロ、アルノー、フジヤマ、ヒマラヤ、エルザ・エスベルガー、リオ・グランデ、エアランゲン
  - 5000トン級封鎖突破船 - ロスバッハ、ドレスデン、コルテラッツォ、ドッカーバンク、シュプレーヴァルト、オーデンヴァルト、スパイシャン
  - 4000トン級封鎖突破船 - イレーネ
  - 2000トン級封鎖突破船 - アルステルウーフ船ァー(元、補給艦)

- Qシップ
  - 2,300トン級特殊船 - TSK5
  - 250トン級Q特殊船- UJ117

#### 練習艦艇
- 練習艦
  - 10000トン級練習艦 - シュレジェン(※元、戦艦)、ヒューゴ・ゼイ
  - 1,600トン級帆走練習艦 - ホルストヴェッセル、アルベルト・フォン・シュラゲーター
  - 1,000トン級練習艦 - ゴルチフォック(事務船として再就役)、ウェストワーツ、オーラ
  - 700トン級練習艦 - ジャドラン、ファン・デル・ウィック ※難民輸送に使用された。
  - 680トン級練習艦 - T151、T153、T155、T156、T157、T158、T123※、元、大型水雷艇
  - 500トン級練習艦 - フクス(※元、M1916年型「M130」)、T108(※元、大型水雷艇)、M72、M75※元、M1916型掃海艇
  - 400トン級練習艦 - シュヴァルツァー・フーザール、ポール・ベネケ
  - 240トン級練習艦 - AS105
- 砲術練習艦
  - 3000トン級砲術練習艦 - ノルトラント、ブルンマー
  - 1,000トン級砲術練習艦 - ブレムゼ
  - 1,500トン級防空練習艦 - バーバラ
  - 920トン級砲術練習艦 - ドラッヘ
  - 590トン級砲兵練習艦 - デルフィン※元、M1916年型掃海艇「M108」
- 練習潜水艦
  - 200トン級潜水練習艦 - ダイバー
  - 110トン級潜水練習艦 - ナハデ
- 魚雷回収艇
  - 1942型訓練魚雷回収艇 - TF1、TF2、TF3、TF4、TF5、TF6、TF7、TF8
  - 1943型訓練魚雷回収艇 - TF9、TF10、TF11、TF12、TF13、TF14、TF15、TF16、TF17、TF18、TF19、TF20、TF21、TF22、T23、TF24、TF25(未成)
  - 700トン級訓練魚雷回収艇 - パンター、レーヴェ、ティーガー、レオパルト　※元、ノルウェー海軍の駆逐艦
  - 500トン級訓練魚雷回収艇 - T107、T110、T111(※元、大型水雷艇)、M581(※元、M1916年型掃海艇M81)
  - 460トン級訓練魚雷回収艇 - M551、M552、M553
  - 330トン級訓練魚雷回収艇 - TFA3、TFA4、TFA10
  - 200トン級訓練魚雷回収艇 - TFA1、TFA2、TFA5、TFA6(※元、デンマーク海軍の魚雷艇)、TS-Ⅱ
  - 100トン級訓練魚雷回収艇 - TFA7、TFA8、TFA9、TFA11、アレクサンドラ※難民輸送に活用

#### 整備艦艇
- 航空機整備船
  - 4,000トン級航空機整備船 - ブカレスト

#### 標的艦艇
- 標的艦
  - 40000トン級標的艦 - UJ204インペーロ　※イタリアより捕獲
  - 30000トン級標的艦 - UJ206シラフ　※イタリアより捕獲
  - 20000トン級標的艦 - UJ201カブール、UJ202アキラ
  - 10000トン級標的艦 - ハノーファー、ツェーリンゲン、FR11ヴィエンヌ、UJ206ベルゲ
  - 7000トン級標的艦 - ウーリ
  - 5000トン級標的艦 - UJ207ブリッツ
  - 2000トン級標的艦 - アーレンスブルク、UJ203ブルノ、パイオニア
  - 1000トン級標的艦 - ヘルサ
  - 980トン級標的艦 - UJ208
  - 800トン級標的艦 - UJ205グライフ
  - 290トン級標的艦 - ウルラー
  - 90トン級標的艦 - D20

#### 輸送艦艇
- 20000トン級武装輸送船 - シュトイベン
- 4000トン級武装輸送船 - アルスターター
- 40000トン級軍隊輸送船 - オイローパ(アシカ作戦に徴用される案や空母改装案もあった)
- シュトゥルムフェルス級貨物船　シュトルムフェルス、ラウターフェルス、ファルケンフェルス、ビンケルフェルス、トリフェルス、ドラッヘンフェルス、トラウテンフェルス、ウーヘンフェルス
- エーレンフェルス級貨物船 - エーレンフェルス、ナイデンフェルス、ホーエンフェルス、モルトケフェルス、タンネンフェルス、キブフェルス
- アマシス級貨物船 - アマシス、アンモン、イタウリ、メネス、カルナック
- アンハルト級貨物船 - アンハルト、エンフィールド、ウィーガンド、ラポート、ウィード、ルートヴィヒスハーフェン
- ムアンサ級貨物船 - ムアンサ、ハンブルク
- フランコニア級貨物船 - シュヴァーベン、マイン、オーデル、アルスター、マールブルク、コーバーグ、イザール、ドナウ、エルベ
- バイエルン級貨物船 - ヤン・ヴェレム、ラプラタ、ヘッセン、プロイセン、オルデンバーグ、ヒンデンブルク、ルーデンドルフ、ティルピッツ
- ウィグハート級貨物船 - ウィグハート、ヤロヴァ、タングステン、インゴ
- クローネンフェルス級貨物船 - クローネンフェルス(難民輸送に従事)、フーバーフェルス
- 7000トン級軍隊輸送船 - シアトル、ヴェガ
- 6000トン級軍隊輸送船 - ローダ
- 5000トン級軍隊輸送船 - リオデジャネイロ、ゴヤ
- 4000トン級軍隊輸送船 - レヴァンテ、プロイセン
- 3000トン級軍隊輸送船 - アンタレス、パイオニア
- 2000トン級軍隊輸送船 - アーレンスブルク、H40ヴァンズベク(アシカ作戦に投入される予定だった。)
- 1000トン級軍隊輸送船 - オリア
- 1,200トン級資材輸送船 - カッタロ
- ライン級機雷輸送船 - ライン、ラウティング
- 1０00トン級機雷輸送船 - ガーデン、オッター
- 900トン級機雷輸送船 - イルベン
- 300トン級魚雷輸送船 - ハンシート
- 7,200トン級捕虜輸送船 - ティランナ
- パラティア級捕虜輸送船 - パラティア、フェニキア、フリギア
- シエラ・モレナ級負傷兵輸送船 - シエラ・モレナ、シエラ・コルドバ(難民輸送に従事)
- 7000トン級負傷者輸送船 - H5ハインリヒ・ハイネ(アシカ作戦向け、後に難民輸送用)
- レムシャイト級輸送船 - レムシャイト、リッペ
- 3,400トン級輸送船 - ノルドランド(難民輸送用・元練習艦)、アンゲルブルグ(難民輸送用)
- 2,000トン級輸送船 - シュトラーズルント(難民輸送用・元は機雷敷設艦でアシカ作戦に使われる予定だった)
- キュイラッシェ級輸送船 - キュイラッシェ(難民輸送用)、パイオニアⅡ
- 180トン級輸送船 - ルドルフ
- 230トン級ガス輸送船 - ノルデン
- 100トン級輸送船 - フォールボーテ
- 10,000トン級奴隷輸送船 - ウォルター・ラウ
- 9,000トン級奴隷輸送船 - ドナウ
- シュプレーヴァルト級貨物船 - シュプレーヴァルト、アスンシオン、シュタイガーヴァルト、フランケンヴァルト、イダーヴァルト、ケラーヴァルト、シュヴァルツヴァルト
- ラウエンフェルス級貨物船 - ラウエンフェルス、ヴァハトフェルス、リンデンフェルス、トロイエンフェルス
- ベーレンフェルス級貨物船 - ベーレンフェルス、オッケンフェルス
- アルバート・バリン級客船 - ハンザ(難民輸送用)、ニューヨーク、ドイッチュラント、ハンブルクⅡ
- レーゲンスブルク級貨物船 - レーゲンスブルク、マールブルク、コーバーグ
- テューヒンゲン級貨物船 - テューヒンゲン(難民輸送用)、ペルシアナ
- モンテ・サルミエント級貨客船 - モンテ・サルミエント、Lz (II)モンテ・オリビア、モンテ・パスコアル、V T/LZ(II)モンテローザ
- デュアラ級貨客船 - デュアラ、スワコプムント
- アンタレス級貨客船 - アンタレス、アークトゥルス、Vs516ハビヒト、アドラー、ズンド
- 10.000トン級客船 - ゾンダーブルク
- 9000トン級貨物船 - ドナウ
- 8000トン級貨物船 - アルスター、オーデル
- 7000トン級貨客船 - カンピナス
- 7000トン級貨物船 - ニエーダーワルド
- 6000トン級貨物船 - ローダ
- 5000トン級貨物船 - ハーナウ、ハンブルグ、フリーデナウ、ゴーテンラント(難民輸送用)
- 4000トン級貨物船 - サン・パウロ、クリチバ
- 3000トン級貨物船 - トティラ、ドルパット、ペリカンⅡ
- 2000トン級貨物船 - オーガスト・レオンハルト、マリー・レオンハルト、ティールベック、アテネ、アッカ
- 1000トン級貨物船 - グンビネン、デイケ・リッカーズ、ヒスパニア
- 900トン級貨物船 - マラディ
- 300トン級沿岸貨物船 - シュタット・グリュックスブルク

#### 実験船
- 400トン級実験船 - ヴェレ

#### 交通船
- - 1,500トン級交通船 - メテオール
  - 460トン級交通船 - シュタット・リュストリンゲン
  - 20トン級交通船 - スターネン

#### 曳船
- - 600トン級タグボート - リックスヘフト、ブリッツ
  - 500トン級タグボート - ノーチラス、ヤークト、アルコナ※元、M1916年型掃海艇
  - 130トン級タグボート - ヴァーレンドルフ

#### はしけ
- - 200トン級はしけ - テクラ

#### デポ船
- - 8000トン級デポ船 - ケルトソノ(Kertosono)、アルテア(Altair)、ブラレン(Bullaren)、ノルドバート(Nordvart)　※元、Z船